# Bahnstrecke Aachen Nord–Jülich
| |                                                                       |                                                                                  |                                                                                  |
| Streckennummer: | 2555 (Aachen Nord–Jülich) 2556 (Mariagrube–Emil Mayrisch)             |                                                                                  |                                                                                  |
| Kursbuchstrecke (DB): | 454 (1980) (Aachen Nord–Jülich) 453 (1983) (Mariagrube–Emil Mayrisch) |                                                                                  |                                                                                  |
| Kursbuchstrecke: | 245d (1946)                                                           |                                                                                  |                                                                                  |
| Streckenlänge: | 27,6 km                                                               |                                                                                  |                                                                                  |
| Spurweite: | 1435 mm (Normalspur)                                                  |                                                                                  |                                                                                  |
| |                                                                       |                                                                                  |                                                                                  |
| \| \| \| von Linnich \| \| \| \| \| von Mönchengladbach \| \| \| \| 27,59 \| Jülich \| Jülich \| \| \| \| nach Düren \| \| \| \| \| nach Stolberg \| \| \| \| \| von Jülich Nord (Einmündung auf JKB ab 1992) \| \| \| \| 26,01,3 \| Abzw. Rübenstraße (ab 1992) \| Abzw. Rübenstraße (ab 1992) \| \| \| \| Bundesstraße 56 \| \| \| \| (1,6) \| Streckenende JKB[1] \| Streckenende JKB[1] \| \| \| \| Rur \| \| \| \| \| \| \| \| \| 25,1 \| Kirchberg (b Jülich) \| Kirchberg (b Jülich) \| \| \| \| Jülicher Kreisbahn nach Puffendorf \| \| \| \| 23,1 \| Bourheim \| Bourheim \| \| \| 20,6 \| Aldenhoven Ost \| Aldenhoven Ost \| \| \| 19,56 \| Aldenhoven \| Aldenhoven \| \| \| 18,5 \| Niedermerz \| Niedermerz \| \| \| 17,1 \| Schleiden \| Schleiden \| \| \| \| \| \| \| \| 14,2 \| Hoengen Ost (im 19. Jhdt.: Warden,[2] bis 1953: Höngen, Streckenendpunkt 1875–1882) \| Hoengen Ost (im 19. Jhdt.: Warden,[2] bis 1953: Höngen, Streckenendpunkt 1875–1882) \| \| \| \| \| \| \| \| 13,7 \| Hoengen (ab 1953) \| Hoengen (ab 1953) \| \| \| \| \| \| \| \| 5,8 \| Siersdorf Grube Emil Mayrisch (zuletzt Anst) \| Siersdorf Grube Emil Mayrisch (zuletzt Anst) \| \| \| 4,9 \| Siersdorf \| Siersdorf \| \| \| 1,9 \| Hoengen Nord \| Hoengen Nord \| \| \| \| \| \| \| \| 0,011,93 \| Mariagrube (im 19. Jhdt.: Höngen[2]) \| Mariagrube (im 19. Jhdt.: Höngen[2]) \| \| \| \| Verbindung zur Strecke nach Alsdorf \| \| \| \| \| Bahnstrecke Stolberg–Herzogenrath \| \| \| \| \| Verbindung zur Strecke von Stolberg \| \| \| \| 9,9 \| Alsdorf-Ofden \| Alsdorf-Ofden \| \| \| 8,3 \| Euchen \| Euchen \| \| \| \| von Kohlscheid \| \| \| \| 5,8 \| Würselen \| Würselen \| \| \| \| nach Stolberg \| \| \| \| 5,0 \| Würselen Mitte \| Würselen Mitte \| \| \| 3,7 \| Kaisersruh \| Kaisersruh \| \| \| \| von/nach Aachen-Rothe Erde \| \| \| \| 1,6 \| Haaren (b Aachen) \| Haaren (b Aachen) \| \| \| 0,0 \| Aachen Nord Anschluss Talbot \| Aachen Nord Anschluss Talbot \| |                                                                       |                                                                                  |                                                                                  |
| |                                                                       | von Linnich                                                                      |                                                                                  |
| Abzweig geradeaus und von links |                                                                       | von Mönchengladbach                                                              | von Mönchengladbach                                                              |
| Bahnhof | 27,59                                                                 | Jülich                                                                           | Jülich                                                                           |
| Abzweig geradeaus und nach links |                                                                       | nach Düren                                                                       | nach Düren                                                                       |
| Abzweig geradeaus und ehemals nach links |                                                                       | nach Stolberg                                                                    | nach Stolberg                                                                    |
| |                                                                       | von Jülich Nord (Einmündung auf JKB ab 1992)                                     |                                                                                  |
| ehemalige Blockstelle · Strecke (außer Betrieb) | 26,01,3                                                               | Abzw. Rübenstraße (ab 1992)                                                      | Abzw. Rübenstraße (ab 1992)                                                      |
| Strecke mit Straßenbrücke · Strecke (außer Betrieb) |                                                                       | Bundesstraße 56                                                                  | Bundesstraße 56                                                                  |
| Strecke (außer Betrieb) | (1,6)                                                                 | Streckenende JKB                                                                 | Streckenende JKB                                                                 |
| Brücke über Wasserlauf (Strecke außer Betrieb) · Brücke über Wasserlauf (Strecke außer Betrieb) |                                                                       | Rur                                                                              | Rur                                                                              |
| Verschwenkung nach links (Strecke außer Betrieb) · Verschwenkung nach rechts (Strecke außer Betrieb) |                                                                       |                                                                                  |                                                                                  |
| Bahnhof (Strecke außer Betrieb) | 25,1                                                                  | Kirchberg (b Jülich)                                                             | Kirchberg (b Jülich)                                                             |
| Abzweig geradeaus und nach rechts (Strecke außer Betrieb) |                                                                       | Jülicher Kreisbahn nach Puffendorf                                               | Jülicher Kreisbahn nach Puffendorf                                               |
| Haltepunkt / Haltestelle (Strecke außer Betrieb) | 23,1                                                                  | Bourheim                                                                         | Bourheim                                                                         |
| Haltepunkt / Haltestelle (Strecke außer Betrieb) | 20,6                                                                  | Aldenhoven Ost                                                                   | Aldenhoven Ost                                                                   |
| Bahnhof (Strecke außer Betrieb) | 19,56                                                                 | Aldenhoven                                                                       | Aldenhoven                                                                       |
| Haltepunkt / Haltestelle (Strecke außer Betrieb) | 18,5                                                                  | Niedermerz                                                                       | Niedermerz                                                                       |
| Haltepunkt / Haltestelle (Strecke außer Betrieb) | 17,1                                                                  | Schleiden                                                                        | Schleiden                                                                        |
| |                                                                       |                                                                                  |                                                                                  |
| Haltepunkt / Haltestelle (Strecke außer Betrieb) | 14,2                                                                  | Hoengen Ost (im 19. Jhdt.: Warden, bis 1953: Höngen, Streckenendpunkt 1875–1882) | Hoengen Ost (im 19. Jhdt.: Warden, bis 1953: Höngen, Streckenendpunkt 1875–1882) |
| |                                                                       |                                                                                  |                                                                                  |
| Haltepunkt / Haltestelle (Strecke außer Betrieb) | 13,7                                                                  | Hoengen (ab 1953)                                                                | Hoengen (ab 1953)                                                                |
| Verschwenkung von rechts (Strecke außer Betrieb) |                                                                       |                                                                                  |                                                                                  |
| Haltepunkt / Haltestelle Streckenanfang (Strecke außer Betrieb) · Strecke (außer Betrieb) | 5,8                                                                   | Siersdorf Grube Emil Mayrisch (zuletzt Anst)                                     | Siersdorf Grube Emil Mayrisch (zuletzt Anst)                                     |
| Bahnhof (Strecke außer Betrieb) · Strecke (außer Betrieb) | 4,9                                                                   | Siersdorf                                                                        | Siersdorf                                                                        |
| Haltepunkt / Haltestelle (Strecke außer Betrieb) · Strecke (außer Betrieb) | 1,9                                                                   | Hoengen Nord                                                                     | Hoengen Nord                                                                     |
| Verschwenkung nach links (Strecke außer Betrieb) · Verschwenkung nach rechts (Strecke außer Betrieb) |                                                                       |                                                                                  |                                                                                  |
| Bahnhof (Strecke außer Betrieb) | 0,011,93                                                              | Mariagrube (im 19. Jhdt.: Höngen)                                                | Mariagrube (im 19. Jhdt.: Höngen)                                                |
| Abzweig geradeaus und nach rechts (Strecke außer Betrieb) |                                                                       | Verbindung zur Strecke nach Alsdorf                                              | Verbindung zur Strecke nach Alsdorf                                              |
| Kreuzung geradeaus unten (Strecke geradeaus außer Betrieb) |                                                                       | Bahnstrecke Stolberg–Herzogenrath                                                | Bahnstrecke Stolberg–Herzogenrath                                                |
| Abzweig geradeaus und von links (Strecke außer Betrieb) |                                                                       | Verbindung zur Strecke von Stolberg                                              | Verbindung zur Strecke von Stolberg                                              |
| Haltepunkt / Haltestelle (Strecke außer Betrieb) | 9,9                                                                   | Alsdorf-Ofden                                                                    | Alsdorf-Ofden                                                                    |
| Bahnhof (Strecke außer Betrieb) | 8,3                                                                   | Euchen                                                                           | Euchen                                                                           |
| Abzweig geradeaus und von rechts (Strecke außer Betrieb) |                                                                       | von Kohlscheid                                                                   | von Kohlscheid                                                                   |
| Bahnhof (Strecke außer Betrieb) | 5,8                                                                   | Würselen                                                                         | Würselen                                                                         |
| Abzweig geradeaus und nach links (Strecke außer Betrieb) |                                                                       | nach Stolberg                                                                    | nach Stolberg                                                                    |
| Haltepunkt / Haltestelle (Strecke außer Betrieb) | 5,0                                                                   | Würselen Mitte                                                                   | Würselen Mitte                                                                   |
| Haltepunkt / Haltestelle (Strecke außer Betrieb) | 3,7                                                                   | Kaisersruh                                                                       | Kaisersruh                                                                       |
| Abzweig ehemals geradeaus, ehemals nach links und von links |                                                                       | von/nach Aachen-Rothe Erde                                                       | von/nach Aachen-Rothe Erde                                                       |
| ehemaliger Bahnhof | 1,6                                                                   | Haaren (b Aachen)                                                                | Haaren (b Aachen)                                                                |
| Betriebs-/Güterbahnhof Streckenende | 0,0                                                                   | Aachen Nord Anschluss Talbot                                                     | Aachen Nord Anschluss Talbot                                                     |

Die Bahnstrecke Aachen Nord–Jülich ist eine heute größtenteils stillgelegte Eisenbahnstrecke im westlichen Nordrhein-Westfalen. Die Strecke wurde durch die 1871 gegründete Aachener Industriebahn Actiengesellschaft in den 1870er Jahren gebaut, 1887 verstaatlicht und diente der erstmaligen oder verbesserten Anbindung mehrerer Gruben des Aachener Steinkohlereviers sowie dem Personenverkehr der Region, insbesondere dem Berufsverkehr der Bergarbeiter, aber auch der Anbindung des Umlandes an das Oberzentrum Aachen, nicht aber an dessen Hauptbahnhof, was letztlich den Niedergang der Strecke förderte. In der Nachkriegszeit wies diese Linie mehr Zugverbindungen auf als jede andere der sechs von Jülich ausgehenden Bahnstrecken. Erst Mitte der 1960er-Jahre wurde sie von der heute noch erfolgreich betriebenen Strecke Jülich – Düren leicht übertroffen.
Schon in den 1950er-Jahren starteten zahlreiche Bemühungen zur Rationalisierung, die aber nicht die stetige Spirale aus Nachfragerückgang und Angebotsreduzierung (hier vor allem samstags und sonntags) aufhalten konnten, insbesondere nicht die Verkehrsrückgänge durch den Konzentrations- und Schrumpfungsprozess im Bergbau. Das wochentags über viele Jahre hinweg auf vergleichsweise hohem Niveau gehaltene Personenverkehrs-Angebot wurde 1979 um über die Hälfte gekürzt und am 30. Mai 1980 ganz eingestellt, in den folgenden Jahren wurde auch der Güterverkehr weitestgehend stillgelegt. Heute sind große Teilstücke in einen Fahrradweg umgewandelt.

## Geschichte

### Entstehung als private Aachener Aktiengesellschaft
Auf private Initiative von Gruben- und Hüttenbetrieben des Aachener Steinkohlereviers hin ging 1875 die Strecke Aachen Nord – Würselen – Hoengen (Grube Maria) mitsamt Verbindungen von Würselen nach Stolberg und zur (Grube Gouley in Morsbach nordwestlich von Würselen) und einer Anbindung an den Bahnhof Aachen-Rothe Erde (über Haaren) in Betrieb. 1880 erging die Konzession zur Verlängerung der Strecke von Hoengen bis nach Jülich, welches seit 1873 einen Nebenbahnknoten bildete. Zeitgleich mit der Inbetriebnahme dieser Verlängerung am 1. Oktober 1882 änderte die Aachener Industriebahn ihren Namen in Aachen-Jülicher Eisenbahn. Im gleichen Jahr konnte auch der im Vergleich zum bisherigen Aachener Endpunkt Kölnsteinweg näher an der Stadt liegende Bahnhof Aachen Nord eingeweiht werden. Von dort bestand Anschluss mit der Straßenbahn Aachen in Richtung Innenstadt. 1887 übernahm der preußische Staat die Betriebsführung der Aachen-Jülicher Eisenbahn AG, die Aktiengesellschaft löste sich am 1. Mai dieses Jahres auf.

### Entwicklung zur Länderbahn- und Reichsbahn-Zeit

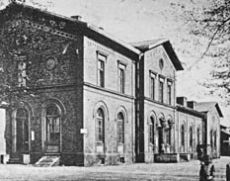
Altes Bahnhofsgebäude Jülich vor 1945

Um 1908 wurde im Bereich der Stadt Jülich die Bahntrasse, die zwischen Rurbrücke und Bahnhof Jülich ursprünglich in sanfter Linkskurve verlief, um schließlich parallel zu den 1873 eröffneten Strecken Jülich – Stolberg und Jülich – Düren in den Bahnhof einzumünden, nach Osten in eine sehr viel schärfere Kurve verlagert, weil das Gelände, das sie bisher durchquerte, für den Bau eines Bahnbetriebswerks mit Drehscheibe und Ringlokschuppen benötigt wurde. Die ursprüngliche Trasse ist noch heute an erhalten gebliebenen Bachlauf-Überführungen und Grundstücksgrenzen zu erkennen.
Der Zweite Weltkrieg und die Ende 1944 bis Anfang 1945 zeitweise mitten durch den Bahnhof Jülich verlaufende Front führten zu einer teils mehrjährigen Unterbrechung des Bahnbetriebs; der Winterfahrplan 1947/48 verzeichnet beispielsweise lediglich Züge auf den Abschnitten Aachen Nord – Würselen und Mariagrube – Kirchberg. Erst nach dem Wiederaufbau der Rurbrücke bei Jülich konnte 1950 wieder der durchgehende Betrieb aufgenommen werden. Im selben Jahr begann der Neubau des völlig zerstörten Jülicher Bahnhofsgebäudes, der sich bis 1955 hinzog. Der Betrieb erfolgte in jenen Jahren noch vollständig mit Dampflokomotiven und Personenwagen der Vorkriegszeit, erstere noch komplett aus preußischer Produktion, letztere teilweise.

### Rationalisierungsbestrebungen der Nachkriegsära

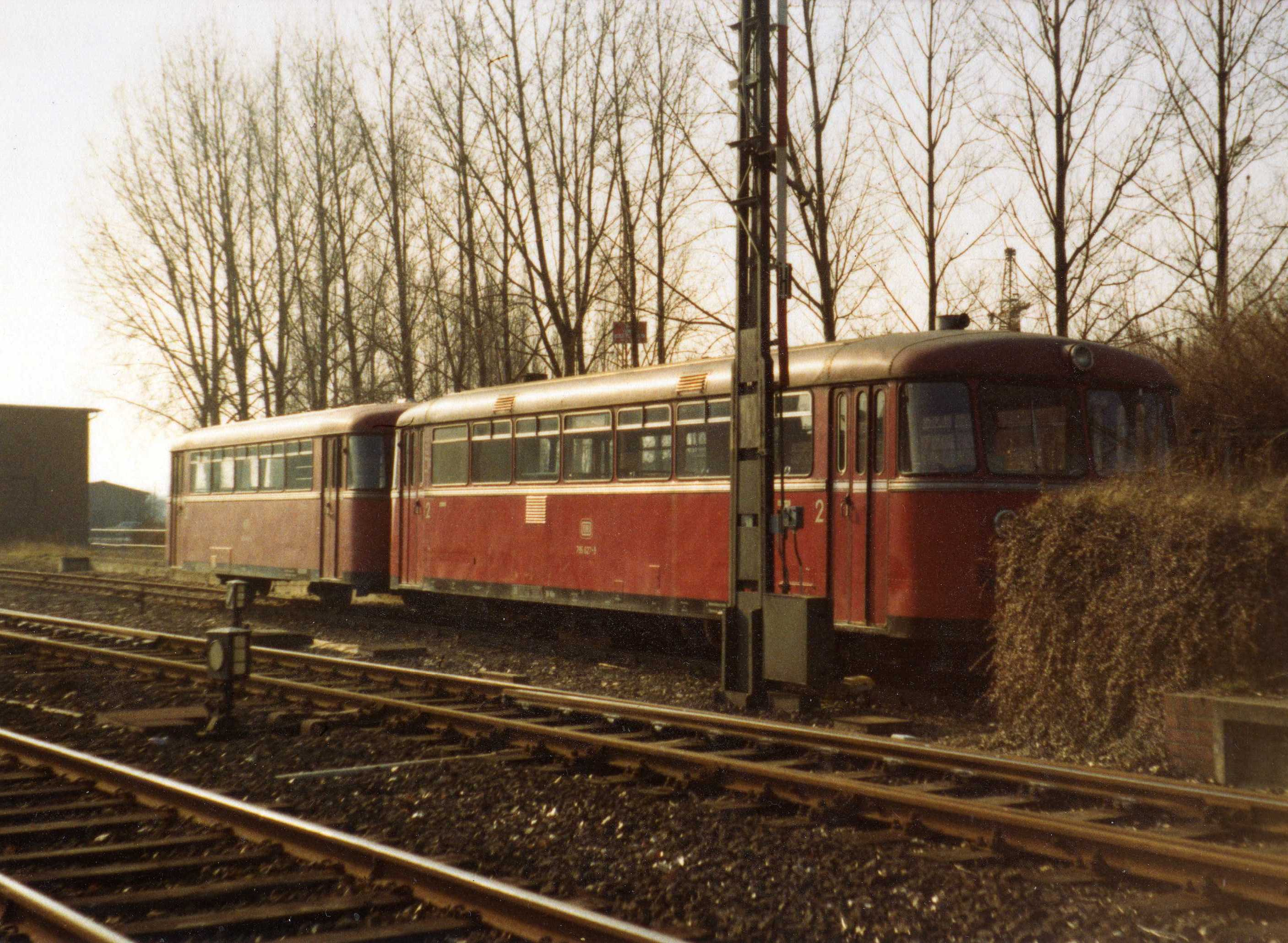
Schienenbus-Garnitur im Bahnhof Jülich, wie sie von 1954 bis 1978 auf der Strecke nach Aachen Nord eingesetzt wurde. Der Beiwagen (links) hatte keinen Führerstand und musste daher stets umrangiert werden. Vor dem Motorwagen steht der Mast des Ausfahrsignals Richtung Aachen Nord; ganz rechts erkennt man das Ende des Bahnsteigs des Stumpfgleises 16.

Anfang der 1950er-Jahre bemühte sich die noch junge Deutsche Bundesbahn, die Strecke attraktiver zu machen, indem sie neue Haltepunkte einrichtete: Zum Sommerfahrplan 1951 ging 800 m südwestlich vom bisherigen (Knoten-)Bahnhof Würselen der zusätzliche Haltepunkt Würselen Mitte in Betrieb. Während in Würselen Mitte fortan praktisch alle Züge hielten, fuhren vom Winterfahrplan 1951/52 an drei bis vier Züge pro Richtung in Würselen Bahnhof durch, in Kaisersruh noch einige mehr. Dies diente dazu, kurze Fahrzeiten zu erzielen, da Dampfloks nur ein mäßiges Beschleunigungsvermögen aufwiesen. Zum Sommerfahrplan 1953 wurde der Halt in Höngen (wie man es damals schrieb) von Streckenkilometer 14,2 nach 13,7 verlegt – ein neuer, zentral an der Jülicher Straße gelegener Haltepunkt ersetzte den Halt im alten Bahnhof aus der Entstehungszeit der Strecke.
Insgesamt befuhren Anfang der 1950er Jahre montags bis freitags 11 Zugpaare die Gesamtstrecke, ein weiteres den Abschnitt Aachen Nord – Aldenhoven, ein bzw. zwei Züge die Teilstrecke Aachen Nord – Mariagrube sowie ein Zugpaar das kurze Teilstück Aachen Nord – Würselen Bahnhof. Samstags verkehrten nahezu gleich viele Züge, allerdings zum Teil zu anderen Uhrzeiten; sonntags verkehrten etwa zwei Drittel des Werktags-Angebots. Der letzte Abendzug nach Jülich verließ Aachen Nord täglich um 22.34 Uhr.
Zum Sommerfahrplan 1954 wurde das Zugangebot von 12 auf 17 Zugpaare ausgeweitet und zu einem erheblichen Teil auf fabrikneue Schienenbusse des Typs VT 95 (heute 795) umgestellt, die zum selben Zeitpunkt dem Bahnbetriebswerk (Bw) Jülich zugewiesen wurden, nachdem diese Fahrzeuge bereits seit Sommer 1953 beim Bw Stolberg beheimatet waren. Außerdem wurden zum Sommer 1954 die Haltepunkte Bourheim, Aldenhoven Ost, Niedermerz und Alsdorf-Ofden eröffnet, davon die ersten drei aufgrund ihrer kurzen Bahnsteige nur für die ebenfalls kurzen Schienenbusse, und in Würselen Bahnhof hielten von nun an wieder sämtliche Züge, so dass in Würselen bis zur Stilllegung der Strecke grundsätzlich zweimal gehalten wurde. Zum Winterfahrplan 1954/55 kam schließlich wieder der frühere Bahnhof Höngen unter dem neuen Namen Höngen Ost hinzu, ebenfalls nur für Schienenbusse und somit offenbar mit gegenüber früheren Jahren verkürztem Bahnsteig.
Von den 17 Zügen, die ab Sommer 1954 montags bis freitags aus Richtung Aachen Nord in Jülich ankamen, waren 13 Schienenbusse, davon einer als Berufsverkehrs-Schnellverbindung (17.18 Uhr ab Aachen Nord, samstags um 13.21 Uhr) sogar ohne Halt auf den ersten 12 Kilometern bis Mariagrube. Diese Verbindung hielt sich bis Mai 1962 (samstags nur bis Mai 1959) im Fahrplan, sie brauchte für den nonstop-Abschnitt nur 17 (in späteren Jahren 14 bis 15) Minuten gegenüber damals 24 bis 28 Minuten, wenn überall gehalten wurde. Die neuen Haltepunkte befanden sich allerdings zum Teil etwas abseits der Bevölkerungsschwerpunkte – so zum Beispiel in Bourheim, wo die Strecke und somit auch der Bahnsteig über 200 Meter vom Rand des Dorfes entfernt lagen.
Ebenfalls problematisch war, dass die Sicherungstechnik der Strecke (Signale und Bahnübergänge) auf einen Bremsweg von 400 m ausgerichtet war, was die Höchstgeschwindigkeit auf 60 km/h begrenzte. Während Gleiches für die in Mariagrube kreuzende Strecke Herzogenrath – Stolberg galt, konnten die Züge auf den Strecken (Aachen Hbf –) Stolberg – Jülich – Mönchengladbach und Jülich – Düren 80 km/h erreichen (bei 700 m Bremsweg). Ein Ausbau für höhere Geschwindigkeiten wurde jedoch nie vollzogen.

### Niedergang in den 1960er und 1970er Jahren

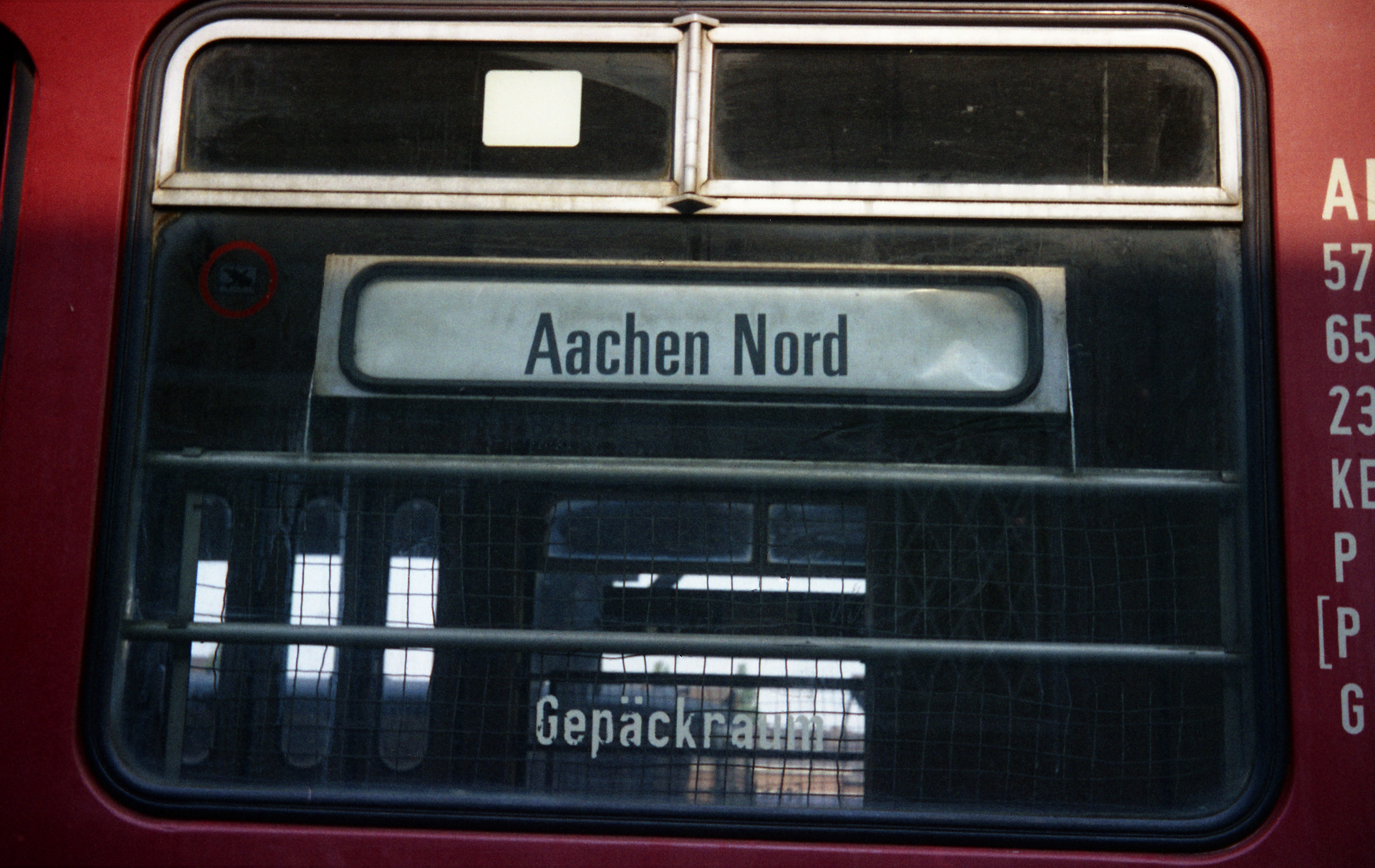
Rollbandanzeige des letzten Zuges von Jülich nach Aachen Nord vor der Stilllegung der Strecke, fotografiert im Bahnhof Jülich auf Gleis 16 am 30. Mai 1980 gegen 17:00 Uhr (Zug Nt 8262)

Als erste von Jülich ausgehende Bahnstrecke verlor der Abschnitt Jülich – Mariagrube (gleichzeitig mit Jülich – Stolberg) zum Sommerfahrplan 1961 alle Züge an Sonntagen; für 11 der 12 verbliebenen Sonntagszugpaare zwischen Aachen Nord und Mariagrube wurden Anschluss-Busse von/nach Jülich eingeführt, die in Mariagrube mit Umsteigezeiten zwischen 5 und 15 Minuten zu erreichen waren. Zum Sommerfahrplan 1962 wurde der Sonntagsbetrieb auch zwischen Aachen Nord und Mariagrube eingestellt, so dass die Busse sonntags nun über die gesamte Strecke verkehrten.
1961 fuhren montags bis freitags 19 Züge von Aachen Nord nach Mariagrube und 18 in der Gegenrichtung, hinzu kamen zwei morgendliche Zugpaare Aachen Nord – Würselen. Von Mariagrube nach Jülich fuhren 16 Züge, in der Gegenrichtung 17. Aus heutiger Sicht bemerkenswert erscheint, dass an Samstagen weiterhin die gesamte Strecke bis gegen Mitternacht befahren wurde. Erst der Winterfahrplan 1963/64 brachte hier Einschränkungen: der letzte Zug verließ Aachen Nord von da an gegen 20 Uhr (montags bis samstags). Vom Sommerfahrplan 1965 an endete der Betrieb an Samstagen schließlich gegen 14 Uhr; hierbei blieb es für die kommenden zehn Jahre.
Im Sommerfahrplan 1961 sind neben den inzwischen zahlreichen Schienenbussen auch erstmals die (deutlich komfortableren) Akku-betriebenen Triebwagen der Baureihe ETA 150 (heute 515) verzeichnet; der Winterfahrplan 1961/62 weist letztmals Lok-bespannte Züge aus. Bei den Dampflok-bespannten Personenzügen kamen in deren letzten Jahren zumeist Personenzug-Tenderloks der Baureihe 74 zum Einsatz, ein Personaldienstplan vom Dezember 1960 weist jedoch auch ein nachmittägliches Berufsverkehrs-Zugpaar mit einer zu dieser Uhrzeit gerade beschäftigungslosen Güterzuglok der Baureihe 55 aus, deren Höchstgeschwindigkeit von 55 km/h allerdings nur wenig unter den für diese Strecke zugelassenen 60 km/h lag. Beide Loktypen stammten aus der Zeit vor dem Ersten Weltkrieg.
Der Halt in Hoengen Ost (nunmehr im Kursbuch mit -oe- geschrieben), also der ursprüngliche Bahnhof der Stadt, wurde ab Winterfahrplan 1964/65 nicht mehr bedient, da seine Inanspruchnahme doch zu gering war. Als weitere Sparmaßnahme wurden in den 1960er-Jahren einige Bahnübergänge auf automatischen Betrieb umgerüstet, doch zeigte sich bereits bundesweit der Trend, dass fast alle Nebenbahnen zunehmend Fahrgäste an den motorisierten Individualverkehr verloren.
Da Taktfahrpläne bis in die 1990er-Jahre auf Nebenstrecken völlig unüblich waren, war das Zugangebot schwer zu merken und somit wenig kundenfreundlich. Bei der Strecke Aachen Nord–Jülich kam erschwerend hinzu, dass der Aachener Hauptbahnhof als wichtiger Umsteigeknoten nur über eine Straßenbahnfahrt (bzw. ab Mai 1962, als der letzte Rest der Linie 1 stillgelegt wurde, eine Stadtbusfahrt) erreichbar war, welche aber mangels Tarif-Kooperation den Kauf eines separaten Fahrscheins erforderte und dementsprechend nur von wenigen Fahrgästen unternommen wurde. Im Kursbuch fand sich jahrzehntelang die Fußnote: „Fußweg von Aachen Nord nach Aachen Hbf ca. 30 Minuten“. Einen Verweis auf den örtlichen ÖPNV gab es dort nicht, eine Durchbindung der Züge zum Hbf über das Gleis Haaren – Rothe Erde wurde zwar in der Presse bisweilen gefordert, aber nie realisiert. (Güterzüge benötigten für den Abschnitt Haaren – Rothe Erde 10 Minuten und von Haaren bis Aachen Nord 5 Minuten; in Rothe Erde hätte sogar bis in die 1950er-Jahre Anschluss an die Vennbahn in Richtung Kornelimünster – Walheim bestanden.)
Trotz der genannten Rationalisierungsmaßnahmen rutschte die Strecke daher immer weiter in die Verlustzone, so dass die Bundesbahn hier 1975 auch den Verkehr an Samstagen komplett einstellte. Als Ersatz wurde 1975 die ASEAG-Buslinie 11 (Aachen – Hoengen) an Samstagen und Sonntagen im Stundentakt bis Jülich verlängert, was der Bevölkerung entlang der Strecke eine völlig neue Art von Mobilität brachte. Die Lokalpresse brachte ihre Kritik gegenüber den Zug-Streichungen zum Ausdruck, erläuterte ihren Lesern jedoch auch den Vorteil eines Taktfahrplans:

„Erfreulich für die Reisenden wird sein, daß man sich hier des sogenannten Taktfahrplans bedient, wobei die Abfahrtszeiten an den einzelnen Haltestellen immer zur gleichen Minute innerhalb einer Stunde liegen.“

### Stilllegung

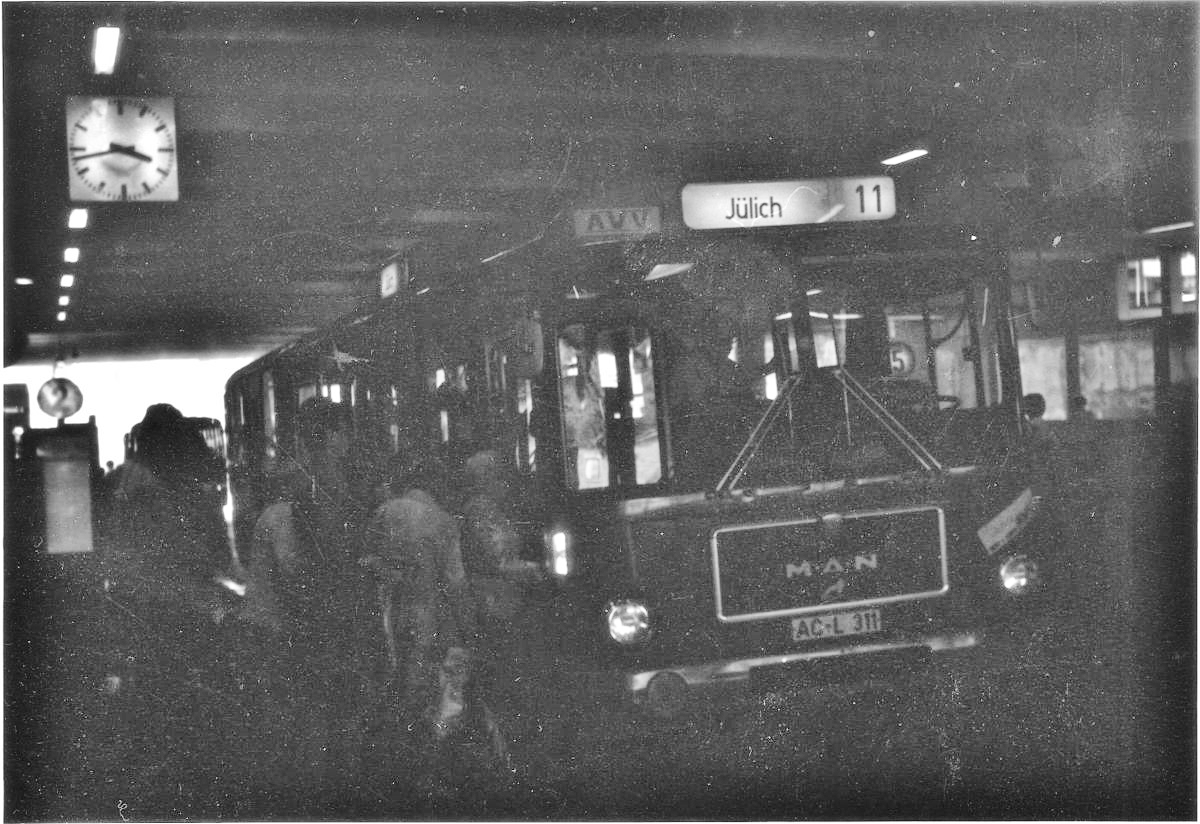
Der Ersatz für die Bahnstrecke, fotografiert ein Jahr nach der Stilllegung im Aachener Bushof, wo dieser ASEAG-Gelenkbus der Linie 11 von Siegel nach Jülich auf seine planmäßige Abfahrtszeit 15.47 Uhr wartete

Im sogenannten „betriebswirtschaftlich optimalen Streckennetz“, das die Bundesbahn 1975/76 ausarbeitete und das die Stilllegung von 6.000 km Bahnlinien vorsah, war die Strecke nicht mehr enthalten. Kurz vor ihrem Ende erlebte sie noch eine Verbesserung: Zum Sommerfahrplan 1978 wurden alle noch in Betrieb befindlichen einmotorigen Schienenbusse im linksrheinischen Nordrhein-Westfalen durch die wesentlich komfortableren Akkutriebwagen ersetzt. Doch bereits zum Sommerfahrplan 1979 wurde das Angebot von 11 auf 5 Zugpaare zusammengestrichen. Die Lokalpresse schrieb zur drohenden Umstellung auf den Bus:

„Der Ersatz über die Straße ist außerordentlich dürftig. An Werktagen fährt nur ein Buspaar diese Strecke. Zwar gibt es Buslinien, die zwischen Jülich und Aachen verkehren, aber hierbei die verschiedensten Umwege fahren. Sie halten an 43 Punkten im Vergleich zu den zehn auf der Schiene. Dafür brauchen die Busse für diese Strecke rund 85 Minuten, während die Schienenfahrzeuge sich mit rund 55 begnügen.“

Mit Ablauf des 30. Mai 1980 wurde die Strecke Aachen Nord–Jülich gemeinsam mit der Strecke (Mönchengladbach –) Hochneukirch – Jülich (– Stolberg) im Personenverkehr stillgelegt, unmittelbar darauf verlängerte die ASEAG ihre Buslinie 11 im Stundentakt nun auch wochentags bis Jülich, während der Stoßzeiten an sieben Stunden des Tages sogar halbstündlich. Auch die direkte Verbindung zum Aachener Hbf war damit endlich verwirklicht, wenn auch anders als gefordert. Der letzte Bus von Aachen nach Jülich startete um 21.30 Uhr am Bushof. Personenzüge verkehrten von Jülich aus von diesem Zeitpunkt an nur noch nach Aachen Hbf (über Stolberg, diese Strecke wurde drei Jahre später ebenfalls stillgelegt) und nach Düren.

### Der Kohleverkehr und dessen Ende

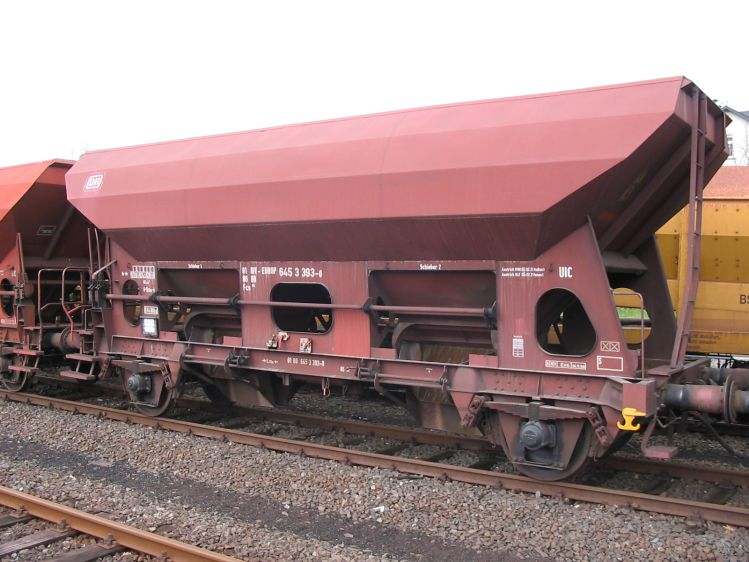
Selbstentladewagen Fcs^{090} – dieser oder ähnliche Typen wurden in den 1950er bis 1990er Jahren sehr häufig für Kohlezüge genutzt

Die Entstehungsgeschichte der Bahnlinie Aachen Nord–Jülich legt nahe, dass die Verlängerung Hoengen – Jülich 1882 vor allem gebaut wurde, um dem Aachener Industrierevier mit seinen Zechen und dem Hüttenwerk in Rothe Erde auf kürzestem Wege Massentransporte vom und zum Ruhrgebiet zu ermöglichen, denn in Jülich bestand seit 1873 Anschluss an die Bahnlinie nach Mönchengladbach der Bergisch-Märkischen Eisenbahn-Gesellschaft, welche als eine der drei großen Bahngesellschaften im Rheinland auch über zahlreiche Strecken im Ruhrgebiet verfügte und außerdem 1866 die Hauptstrecke Aachen – Mönchengladbach – Düsseldorf übernommen hatte. Die Gruben im Raum Alsdorf / Hoengen / Würselen waren damals jedoch nur an die Hauptstrecke Aachen – Köln angebunden, welche der Rheinischen Eisenbahn-Gesellschaft gehörte, dem größten Konkurrenten der Bergisch-Märkischen: entweder über die Aachener-Industriebahn-Strecke Mariagrube – Würselen – Stolberg oder über die 1870 eröffnete Alsdorf – Mariagrube – Stolberg, welche aber ebenfalls zum Imperium der Rheinischen Eisenbahn-Gesellschaft zählte. Durch die Verbindung nach Jülich erschlossen sich die Gruben also einen direkten Zugang zur Bergisch-Märkischen Eisenbahn und damit eine Auswahlmöglichkeit zwischen den beiden konkurrierenden Marktbeherrschern.
Erst nach der Verstaatlichung all dieser Bahnen ging 1891 der Lückenschluss zwischen den genannten Gruben und Herzogenrath in Betrieb. Dieser wies jedoch ein starkes Gefälle von bis zu 21,7 Promille auf, während zwischen Mariagrube und Mönchengladbach über Jülich nur maximal 13,25 Promille bremstechnisch zu bewältigen waren. Für die Kohlezüge boten sich somit zwischen Mariagrube und Neuss drei Routen an: über Stolberg – Düren – Grevenbroich (81 km), über Herzogenrath – Mönchengladbach (74 km) und über Jülich – Mönchengladbach (69 km). Einziger bekannter Beleg für Kohlezüge über die Strecke Aachen Nord–Jülich ist jedoch die Aussage aus einer Chronik des Eisenbahnwesens im Jülicher Land von 1986:

„Zur Abfuhr von Kohle aus dem Aachener Kohlerevier nach Rheinhausen beheimatete die DR ab 13.11.1947 Lokomotiven der BR 55 beim Bw Jülich. Diese Zugleistungen wurden bis zur Auflösung des Bw gefahren.“

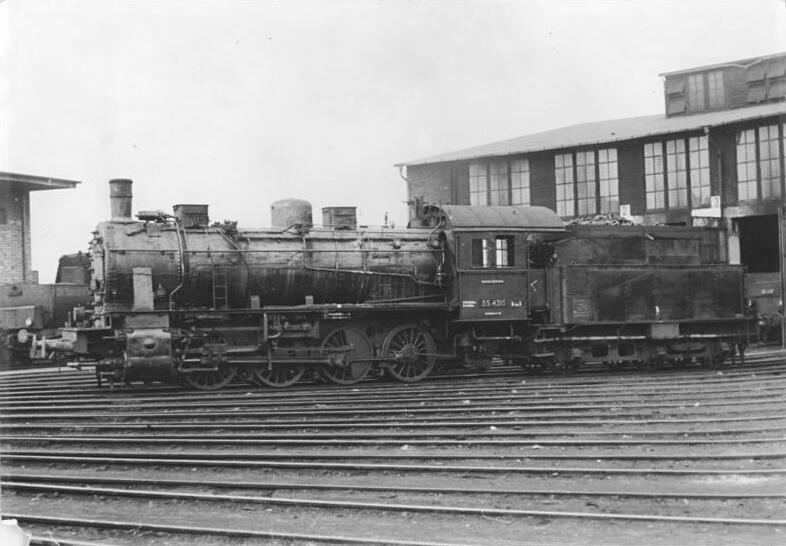
Güterzug-Dampflok der Baureihe 55 im Jahr 1952

Das Bw Jülich wurde (ebenso wie die Grube Maria) 1962 geschlossen. Ein in besagter Chronik enthaltener Lokführer-Dienstplan von 1960 verzeichnet zwar dampfbespannte Güterzüge Mariagrube – Jülich – Mönchengladbach – Viersen, doch deuten die Zugnummern und die zahlreichen Halte in Unterwegsbahnhöfen auf gemischte Güterzüge des klassischen Einzelwagenverkehrs hin, während lediglich ein einziger nächtlicher Ganzzug von Jülich nach Rheinhausen enthalten ist, der jedoch nicht aus Richtung Aachen Nord, sondern von Weisweiler an der Stolberger Strecke kommt.
Gründe für das Ende der Kohlezugeinsätze der Jülicher 55er-Dampfloks sind darin zu suchen, dass mit dem zunehmenden Einsatz der moderneren und stärkeren Dampfloks der Baureihe 50 die Züge schwerer und somit länger werden konnten. Ein Kohlezug aus 35 Selbstentladewagen des weitverbreiteten Typs Fcs 090 kommt bei einer Achslast von 20 t auf eine Gesamtmasse von 1400 t und zusammen mit einer 55er-Lok auf eine Länge von 356 m. Anfang der 1970er Jahre verkehrten jedoch im Aachener Revier bereits etliche Kohlezüge von 580 m Länge wie beispielsweise der Zug Gdg/Gag 9086 (Merkstein –) Alsdorf – Stolberg – Köln – Völklingen (Saar), dieser hatte bis zu 2000 t Last und wurde bis Stolberg von einer Dampflok der Baureihe 50 gezogen (bis Merzbrück mit Unterstützung durch eine Schiebelok). Die Strecke Aachen Nord–Jülich war jedoch eingleisig und verfügte nur über Begegnungsbahnhöfe mit relativ kurzen Gleisen (Würselen: 340 m, Aldenhoven: 413 m, Kirchberg: 439 m). Ein derart langer Zug hätte also auf dem 40 km langen eingleisigen Abschnitt zwischen Mariagrube und Hochneukirch lediglich in Jülich andere Züge begegnen lassen können.
Die Hauptstrecken Aachen – Düsseldorf und Aachen – Köln waren hingegen bereits zur Jahrhundertwende zweigleisig ausgebaut und hatten Bahnhöfe mit langen Überholgleisen (bis zur heute gültigen Güterzug-Maximallänge von 700 m) und wurden sogar Mitte der 1960er Jahre elektrifiziert, was den wesentlich kostengünstigeren Einsatz von E-Loks ab Herzogenrath bzw. Stolberg ermöglichte, so dass fortan zwischen Mariagrube und Jülich keine Kohlezüge mehr verkehrten. Für den Abschnitt Mariagrube – Würselen waren hingegen noch im Sommerfahrplan 1980 Kohlezüge im Fahrplan enthalten, da diese durch den Weg über Würselen zwischen Grube Emil Mayrisch und Stolberg ohne Fahrtrichtungswechsel verkehren konnten. Der Entwurf für den Sommerfahrplan 1983 sah schließlich auch über Würselen keine Kohlezüge mehr vor; sämtliche Kohlezüge der Grube Emil Mayrisch liefen spätestens von da an über die Herzogenrather Strecke.

### Der übrige Güterverkehr und dessen Ende

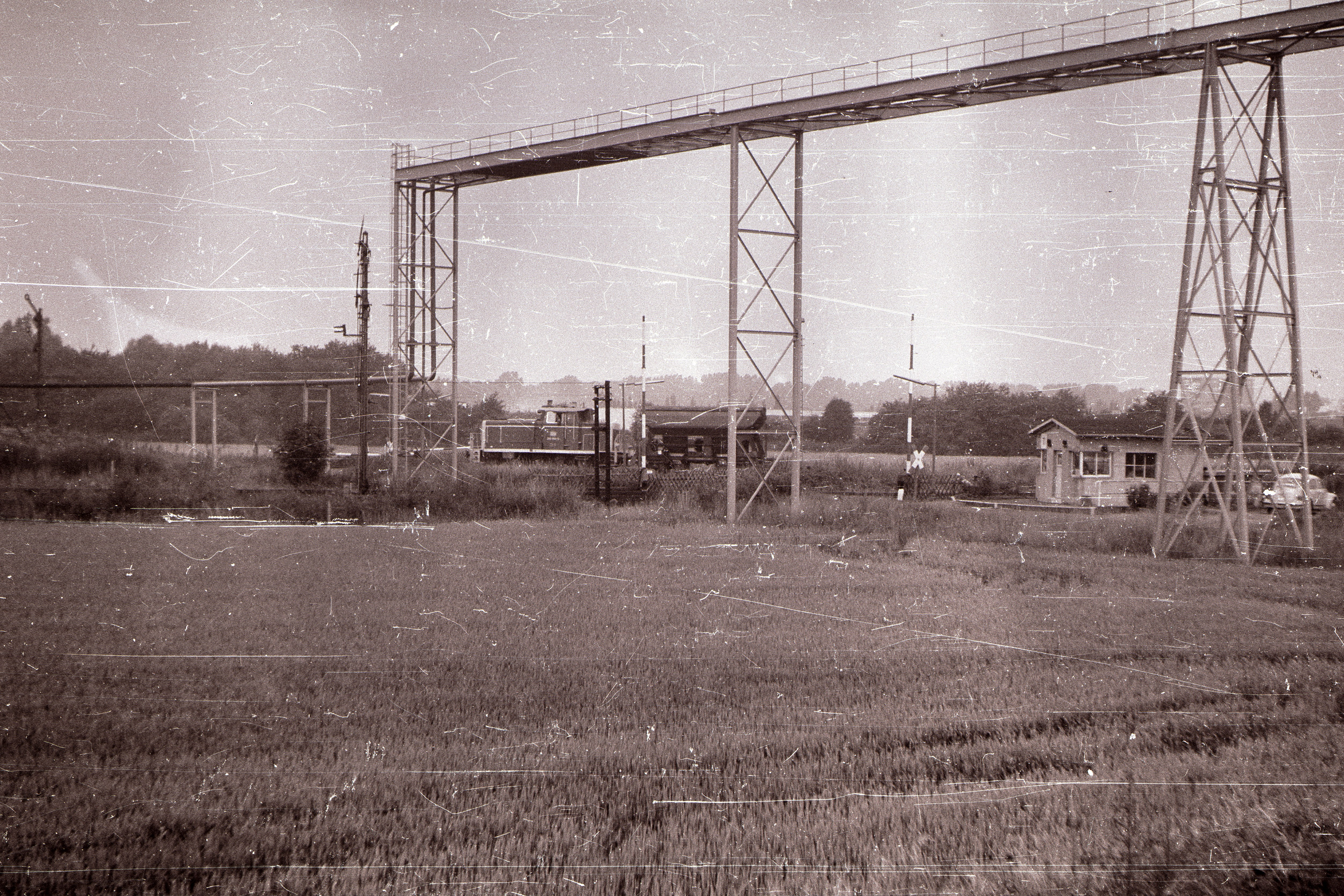
Sehr kurzer Güterzug Üg 68025 (Kirchberg – Jülich) gegen 7.40 Uhr bei der Einfahrt in den Bahnhof Jülich am Schrankenposten Po 11 mit schiebender Lok der Baureihe 261. Ganz links das „Fahrt“ zeigende Einfahrsignal aus Richtung Aachen Nord, rechts daneben das ebenfalls noch „Langsamfahrt“ zeigende Einfahrsignal aus Richtung Stolberg, welches wenige Augenblicke zuvor der Nt 8173 (Aachen Hbf – Jülich) passiert hat, die Schranken sind jedoch schon wieder oben. Das Gerüst trägt eine Rohrleitung der Zuckerfabrik Jülich.

Neben dem Verkehr von und zu den Kohlegruben sorgte der Schienenfahrzeughersteller Talbot in Aachen Nord (auch heute noch) für ein gewisses Verkehrsaufkommen. Die Strecke Aachen Nord–Jülich wurde dabei nicht nur zur Zu- und Auslieferungen genutzt, sondern auch für Probefahrten. So erreichte 1964 ein fabrikneuer Triebwagen für die Iranische Staatsbahn den Bahnhof Jülich.
Ansonsten bestand auf der Strecke lediglich der für landwirtschaftlich geprägte Gegenden übliche lokale Güterverkehr. Hier sticht allerdings der Abschnitt Kirchberg – Jülich heraus, auf welchem die Übergabefahrten zur Jülicher Kreisbahn (JKB) erfolgten. Diese hatten teilweise einen recht beachtlichen Umfang, insbesondere zur Rübenkampagne im Herbst, da im Gegensatz zur Bundesbahn die JKB in fast jedem ihrer Bahnhöfe den Landwirten eine Rübenverlademöglichkeit bot. Im Winterfahrplan 1970/71 verkehrte montags bis freitags nachmittags ein Güterzugpaar Jülich – Aldenhoven, welches bei Bedarf bis Schleiden verlängert wurde, sowie morgens ein Güterzugpaar Jülich – Kirchberg, welches für 500 t Last geplant war, während des herbstlichen Rübenverkehrs in Richtung Jülich jedoch für 1400 t. Dieser Zuckerrübenverkehr endete 1980, weil die Zuckerfabrik Jülich von da an keine Rüben mehr per Bahn annahm. Möglicherweise gab es noch wenige Jahre länger einzelne Bahntransporte zu den Zuckerfabriken in Düren (1987 geschlossen) oder gar Euskirchen, doch wenn, dann nur in sehr geringem Umfang; die Fabriken in Ameln (1991 geschlossen) und Elsdorf wären ab 1980 per Bahn nur noch über nicht mehr vertretbare Umwege erreichbar gewesen.
Nach der Einstellung des Personenverkehrs im Mai 1980 wurde der Güterverkehr auf einigen Teilabschnitten der Strecke Aachen Nord–Jülich noch wenige Jahre weiter betrieben; abseits der Knotenbahnhöfe Jülich, Mariagrube, Würselen und Aachen Nord wurden entlang der Strecke vor allem noch die Papierfabrik Eichhorn in Kirchberg, der Altmetallhandel Sieger in Aldenhoven, ein Landhandel in Schleiden und ein weiterer Güterkunde in Euchen bedient. In Kirchberg wurden weiterhin die Wagen zur JKB übergeben; für nennenswertes Frachtaufkommen sorgten damals in Jülich (JKB) die Konservenfabrik Appel & Frenzel, in Koslar die Papierfabrik Schleipen & Erkens, in Merzenhausen der Landhandel Meuthen und in Puffendorf der Schrotthändler Plum. Für den Gesamtverkehr stillgelegt wurden letzten Endes fast alle Abschnitte::
- Kirchberg – Aldenhoven am 30. November 1982
- Aldenhoven – Mariagrube am 31. Oktober 1984
- Mariagrube – Würselen am 31. Dezember 1983
- Würselen – Haaren am 1. September 1980

### Personenzug-Durchläufe zu anderen Strecken

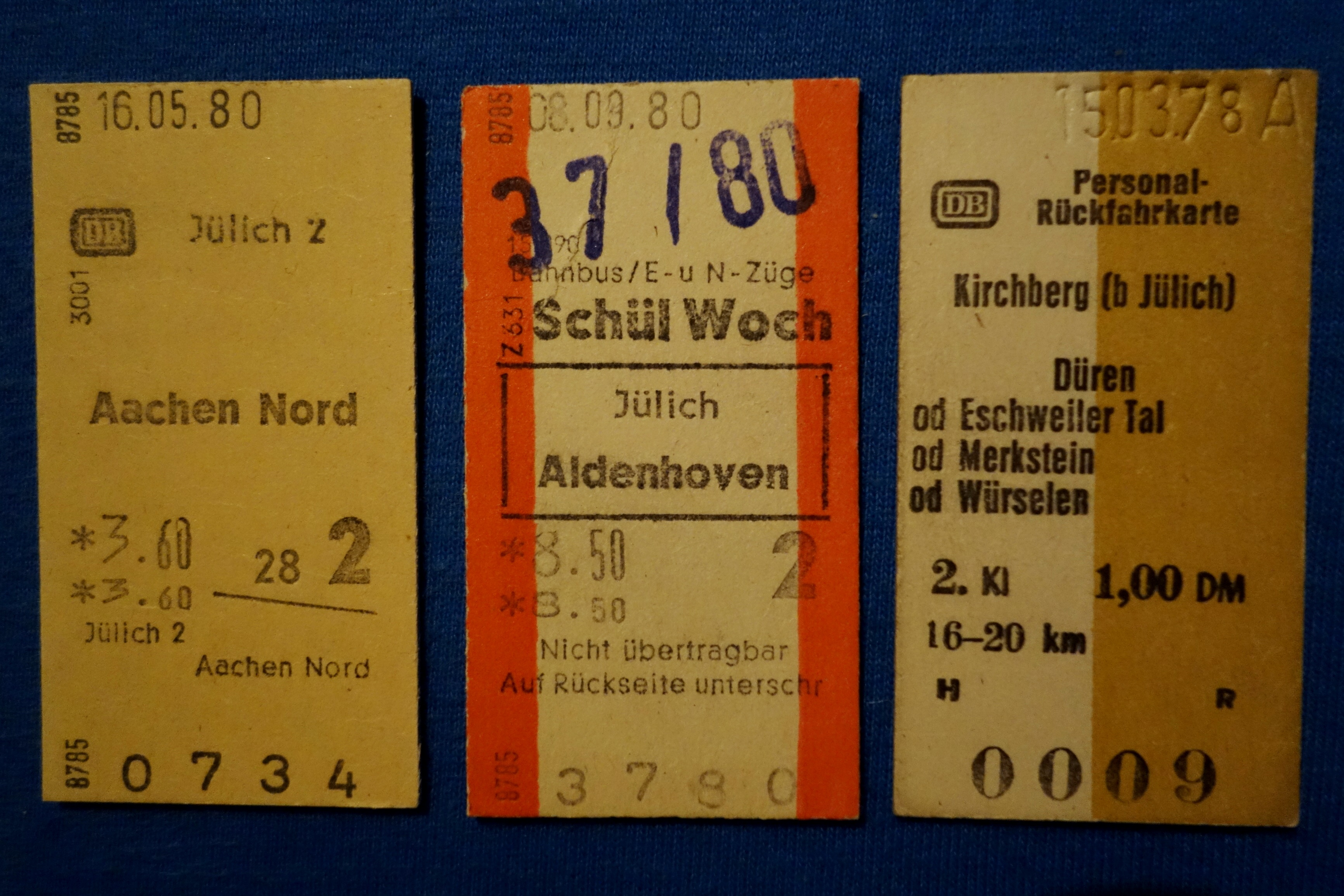
Edmondsonsche Fahrkarten der Deutschen Bundesbahn für die Strecke Aachen Nord – Jülich aus den Jahren 1978 und 1980: Eine gewöhnliche einfache Fahrt 2. Klasse, eine Schüler-Wochenkarte und eine Rückfahrkarte mit DB-Personal-Ermäßigung

Insgesamt wurde die Strecke Aachen Nord–Jülich im Personenverkehr weitgehend als Inselbetrieb bedient, Durchläufe zu anderen Strecken waren die Ausnahme. Auf anderen Strecken der Region wurde dies durchaus anders gehandhabt, so gab es insbesondere zwischen den Strecken Aachen Hbf – Stolberg – Jülich bzw. Düren – Jülich einerseits und Jülich – Linnich – Baal – Dalheim bzw. Jülich – Hochneukirch – Mönchengladbach andererseits immer wieder durchgehende Züge.
Vor dem Zweiten Weltkrieg gab es Züge, die aus Richtung Aachen Nord kommend über die damals noch existierende Verbindungskurve bei Mariagrube direkt in den Bahnhof Mariadorf fuhren, dort ihre Fahrtrichtung wechselten und bis Herzogenrath weiterfuhren – der Sommerfahrplan 1939 weist in den Morgen- und Abendstunden zwei solche Zugpaare aus. Außerdem gab es damals einen nachmittäglichen Durchlauf Aachen Nord – Würselen Nord.
Nach dem Zweiten Weltkrieg wurde die genannte Verbindungskurve abgebaut und durch eine neue Kurve für die Relation Herzogenrath – Jülich ersetzt. Die Vorkriegs-Durchläufe über Mariadorf konnten daher nicht mehr verkehren. Insgesamt verzeichnen die Kursbücher nur folgende Durchläufe:
- ab Winter 1951/52 zwei Züge Dalheim – Jülich – Aachen Nord (werktags vormittags sowie täglich nachmittags)
- ab Sommer 1952 zusätzlich dazu die entsprechenden zwei Gegenzüge Aachen Nord – Dalheim (morgens und abends)
- ab Sommer 1953 entfiel der Nachmittagszug Dalheim – Aachen Nord
- ab Sommer 1954 entfielen die übrigen verbliebenen Direktverbindungen mit der Dalheimer Strecke (da diese erst später auf Schienenbusse umgestellt wurde)

Vom Sommer 1952 an wurde die Kursbuchtabelle Aachen Nord–Jülich in die Tabelle Düren – Jülich – Dalheim integriert, was darauf hindeutet, dass eine Erweiterung der durchgehenden Verbindungen beabsichtigt war. Hierzu kam es jedoch nicht; nach 1954 gab es nie wieder Durchläufe zur Dalheimer Strecke, und so wurde diese unübersichtliche Darstellungsform zum Sommer 1957 wieder aufgegeben.
- im Sommer 1956 und Winter 1956/57 ein durchlaufendes morgendliches Zugpaar Würselen – Grube Emil Mayrisch, das im Kursbuch allerdings nicht mit seinem Laufweg bezeichnet ist, sondern nur an der auf beiden Streckenabschnitten identischen Zugnummer erkennbar ist
- von Sommer 1956 bis einschließlich Sommer 1959 abends ein Zug Jülich – Mariagrube – Alsdorf – Wilhelmsschacht (Dieser Zug verkehrte zuvor von Jülich nach Aachen Nord, von 1956 an hatte er weiterhin Anschluss nach Aachen Nord)
- von Winter 1962/63 bis Winter 1964/65 sowie werktags nachmittags ein Zug Siersdorf (samstags Grube Emil Mayrisch) – Mariagrube – Aachen Nord (im Sommer 1963 und Winter 1963/64 entfiel die Durchbindung an Samstagen)
- im Sommer 1966 morgens ein Zug Mariagrube – Jülich – Ameln (weil zu diesem Zeitpunkt der bisherige Zug Stolberg – Ameln zwischen Stolberg und Jülich gestrichen wurde, so dass man stattdessen den aus Mariagrube kommenden Zug nach Ameln verlängerte, da von Ameln aus morgens ein Zug über Stolberg nach Aachen West (!) starten sollte; die Morgenfahrten Jülich – Ameln – Jülich entfielen jedoch zum Winter 1966/67 ebenfalls und damit auch die Durchbindung von Mariagrube)
- von Sommer 1966 an ein Mittagszug Mönchengladbach – Jülich – Aachen Nord, dieser hielt sich von allen Durchbindungen am längsten im Fahrplan, bis einschließlich Winter 1978/79
- vom Sommer 1967 bis Winter 1974/75 wurde der letzte Abendzug Jülich – Mariagrube nach Herzogenrath verlängert (1975 entfiel er ganz)
- nur im Sommer 1968 verkehrte ein zweiter Durchlauf Mönchengladbach – Aachen Nord nachmittags
- von Sommer 1968 bis zur Stilllegung 1980 verkehrte wieder der Nachmittagszug Grube Emil Mayrisch – Aachen Nord

### Die Strecke Mariagrube – Siersdorf – Grube Emil Mayrisch
Das Sommerkursbuch 1953 enthält erstmals diese Strecke, allerdings mit dem Vermerk: „Betriebseröffnung von einem noch zu bestimmenden Tage ab“. Der Abschnitt Siersdorf – Grube Emil Mayrisch war von Anfang an bis zum Ende des Personenverkehrs nur für Mitarbeiter des EBV freigegeben. In den ersten Jahren wurde ein recht umfangreiches Angebot gefahren, auch am Wochenende und in den Nachtstunden, das im Laufe der 1970er-Jahre immer weiter zusammenschmolz. Bis zum Winterfahrplan 1980/81 verkehrten noch fünf Zugpaare (nur montags bis freitags), hiervon waren mehrere Züge von/nach Herzogenrath durchgebunden. Zum Sommer 1981 wurde das Angebot auf ein einziges Zugpaar reduziert, welches immer noch von/bis Herzogenrath durchlief. Im Winterfahrplan 1982/83 wurde dieses Zugpaar mit dem Hinweis versehen „Zug kann jederzeit ausfallen“; der Sommerfahrplan 1983 verkündete, dass der Zugverkehr eingestellt sei. Der Güterverkehr lief freilich bis zur Schließung der Zeche Emil Mayrisch in erheblichem Umfang; schwere Kohlezüge mit bis zu drei Lokomotiven (teils ziehend, teils schiebend) waren in den 1980er-Jahren an der Tagesordnung.

## Streckenbeschreibung

### Bahnhof Jülich

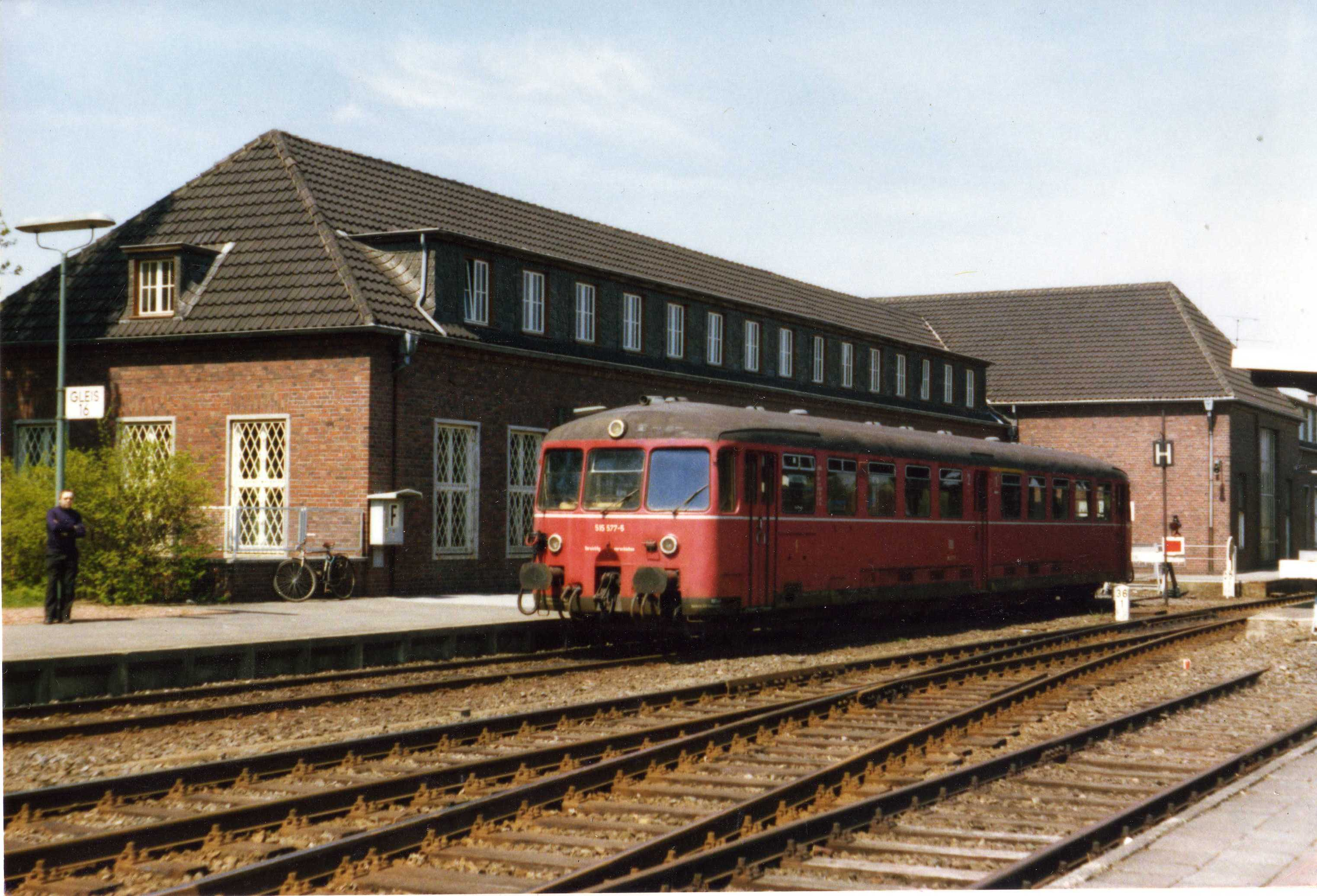
Die Züge Richtung Aachen Nord fuhren in Jülich fast allesamt von Gleis 16 ab – hier der Mittagszug im April 1979, ein Jahr vor Stilllegung der Strecke

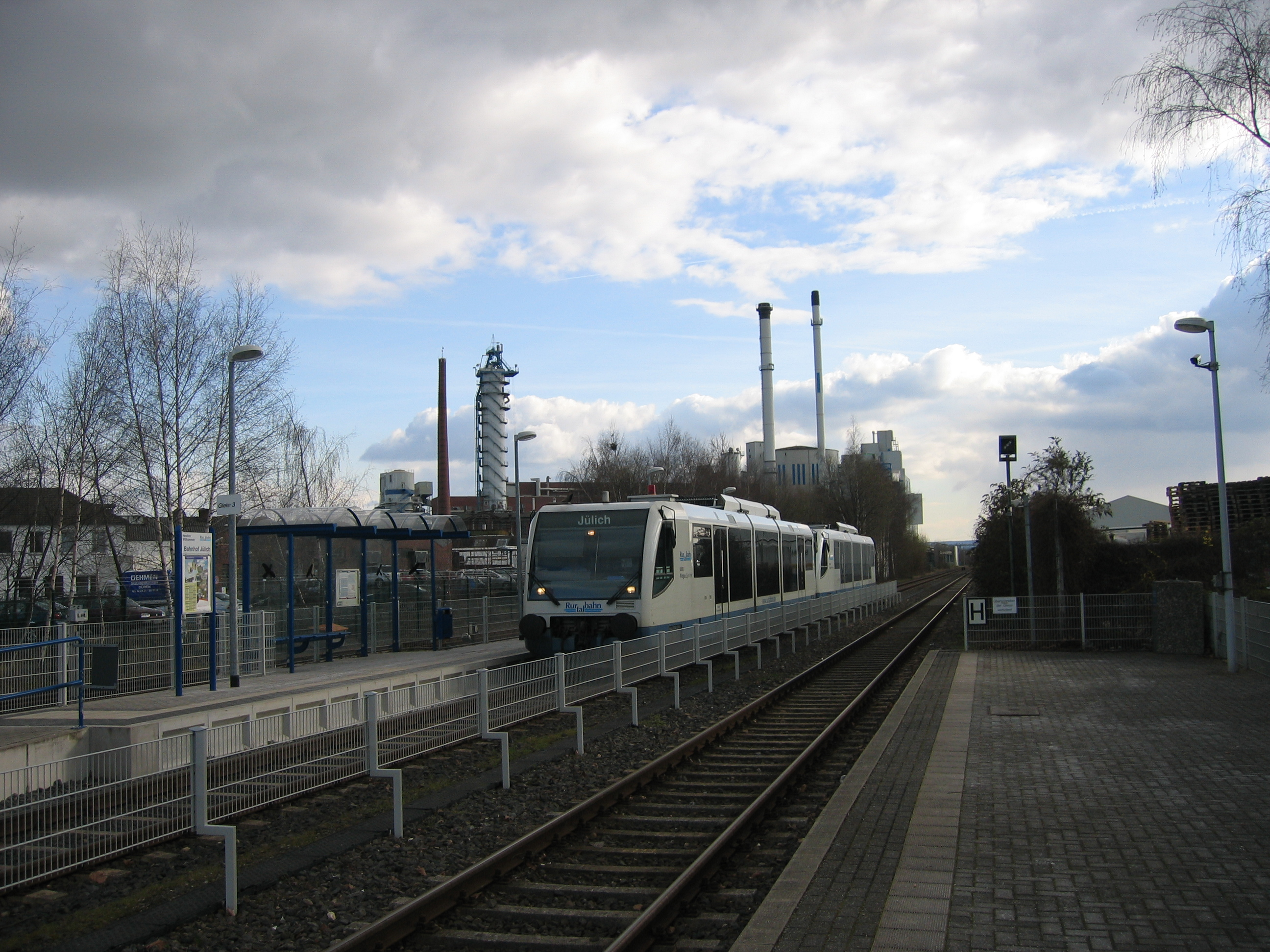
Heutige Rurtalbahn in Jülich, Blick Richtung Düren

Jülich hatte von allen Bahnhöfen in der Region den größten mit der Bahnhofskategorie 3 in den 1960er Jahren und bildeten den Endpunkt mit dem Streckenkilometer 27,59 für die Bahnstrecke nach Aachen Nord. Nach dem Rückbau in den 1980er Jahren führt die Strecke nur noch bis Kirchberg (b Jülich). Auf dem Abschnitt Kirchberg (b Jülich) – Abzw. Rübenstraße wurde zuletzt das Streckengleis der Jülicher Kreisbahn genutzt. Das Gleis 16, an dem die Züge einst in Richtung Aachen Nord starteten, ist heute von einer Speditionsfirma überbaut.
Bis zur Stilllegung der meisten Strecken in den 1980er Jahren war Jülich ein Bahnknotenpunkt, wenn auch alle Strecken als Nebenstrecken klassifiziert waren. Bis in die achtziger Jahre war der Bahnhof Jülich mit umfangreichen Anlagen für Personen- und Güterverkehr versehen. Es gab ein eigenes Betriebswerk. In sieben verschiedene Richtungen verkehrten von Jülich aus Züge. Nachdem jedoch alle, bis auf die Dürener Strecke, an Jülich angeschlossenen DB-Strecken eingestellt wurden, ließ die Bedeutung des Bahnhofs Jülich massiv nach. Heute verkehrt auf zwei dieser Strecken die Rurtalbahn GmbH. Sie fährt auf der Bahnstrecke Jülich–Düren Richtung Süden und auf der ehemaligen Bahnstrecke Jülich–Dalheim Richtung Norden bis Linnich. Die Strecke der ehemaligen Jülicher Kreisbahn existiert zwar noch, wird aber nicht mehr befahren. Alle weiteren Bahnstrecken sind mittlerweile in der Jülicher Region abgebaut:
- Bahnstrecke Mönchengladbach–Stolberg
- Bahnstrecke Aachen Nord–Jülich

Als Ersatz gibt es mehrere Buslinien, die Jülich mit den umliegenden Dörfern und Städten verbinden. Mit der Buslinie SB11 existiert zudem eine Verbindung nach Aachen als Langzeitersatz für die Bahnstrecke Aachen Nord–Jülich. Das Bahnhofsgebäude wird heute als Kulturbahnhof (Kuba) für Kino-, Musik- und Kleinkunstveranstaltungen genutzt.
Der Bahnhof hat noch Anschlussgleise zum ehemaligen Ausbesserungswerk Jülich, heute Eigentum der Bundeswehr, und zur Zuckerfabrik Jülich. Dieser Anschluss wurde in den 1980er Jahren während des großen Abrisses entfernt, da die Rübenlieferungen billiger per Traktor und Lastwagen erfolgen konnten. Erst 2005 wurde die Verbindung zur Belieferung des hauseigenen Kohlekraftwerks der Zuckerfabrik wiederhergestellt.

### Bahnhof Kirchberg (b Jülich)
Kurz hinter der Rurbrücke begannen die Bahnhofsanlagen des Bahnhofs Kirchberg (b Jülich) am Streckenkilometer 25,1. Genaugenommen handelte es sich bis 1980 um zwei Bahnhöfe mit umfangreichen Gleisanlagen und zwei Empfangsgebäuden. Der Bahnhof Kirchberg (b Jülich) Nord der Jülicher Kreisbahn (Richtung Ortsausgang) und der Bahnhof Kirchberg (b Jülich) der Deutschen Bundesbahn (Richtung Ortsmitte). Die eben erwähnten Gleisanlagen gingen ineinander über, weil Kirchberg (b Jülich) ursprünglich zwei Strecken miteinander verband: Die Bahnstrecke Aachen Nord–Jülich (einst von der Aachener Industriebahn Actiengesellschaft, später: Aachen-Jülicher Eisenbahn, in Betrieb genommen) und die 1911 eröffnete Jülicher Kreisbahn, die zuerst nur von Puffendorf bis nach Kirchberg (b Jülich) verlief. Vom Bahnhof Kirchberg (b Jülich) Nord bestand ein Anschluss zum benachbarten Bahnhof Kirchberg (b Jülich) der Staatsbahn Aachen Nord – Kirchberg (b Jülich) – Jülich; am 14. September 1912 folgte das Reststück Jülich Nord – Kirchberg (b Jülich) Nord, das teilweise parallel zur Staatsbahn verlief.
Die JKB hatte ein Unterstellhäuschen (Königshütte), das heute noch in marodem Zustand vorhanden ist. Der Bahnhof hatte für die JKB eine besondere Bedeutung, weil er bis 1992 als Übergabebahnhof zur Bundesbahn diente. Aus diesem Grund befanden sich hier großzügigere Gleisanlagen als an den anderen Bahnhöfen der Strecke. Zeitweise standen hier bis zu drei Gleise zur Verfügung, die von der JKB und der DB gemeinsam genutzt werden konnten. Die DB besaß ein Umfahrgleis, das direkt an den Bahnsteig des DB-Bahnhofs angeschlossen war, und ein großes Empfangsgebäude auf Seite der Aachen-Jülicher Bahngesellschaft, das Anfang 2000 aufgrund seines starken Verfalls abgerissen werden musste. Heute gehört das Areal zu einer Firma und ist eingezäunt, die Gleistrasse der DB wurde in eine Fahrradtrasse umgewandelt. Auf dem Gelände des ehemaligen Bahnhofs Kirchberg (b Jülich) stand bis 2009 noch ein stark verfallener Waggon unbekannter Herkunft.
Nach dem Rückzug der Bundesbahn aus Kirchberg (b Jülich) sind lediglich drei Gleise (inklusive des Streckengleises) der Jülicher Kreisbahn übriggeblieben. Bis auf das Streckengleis sind die Gleise stark überwuchert. Neben den Gleisanlagen ist das Wartehäuschen der Jülicher Kreisbahn erhalten geblieben. Auch die Gleiswaage des JKB-Bereiches wurde bislang nicht entfernt. Im Bereich des DB-Bahnhofe erinnert lediglich die Bahnsteigkante daran, dass sich hier früher ein Bahnhof befand.
Wenige Meter hinter dem Bahnhof befindet sich die Wellpappenfabrik Eichhorn. Zur Zeit der DB besaß die Firma Eichhorn einen Anschluss über das DB-Gleis. Der Anschluss erfolgte über ein Lade-/Anschlussgleis. Ein Gleis versorgte einen Güterschuppen, dessen Ladetor dem DB-Gleis zugewandt war. Der Güterschuppen ist heute noch erhalten. Die Firma verfügte über zwei weitere Gleise, bei denen eine Umfahrmöglichkeit durch zwei Weichen gegeben war. Mit dem Rückzug der DB wurde das Anschlussgleis der Fa. Eichhorn direkt an das Streckengleis der JKB angeschlossen. Seit Jahren wird die Firma Eichhorn nicht mehr über die Schiene bedient, der Warentransport erfolgt seitdem per LKW.

### Haltepunkt Bourheim

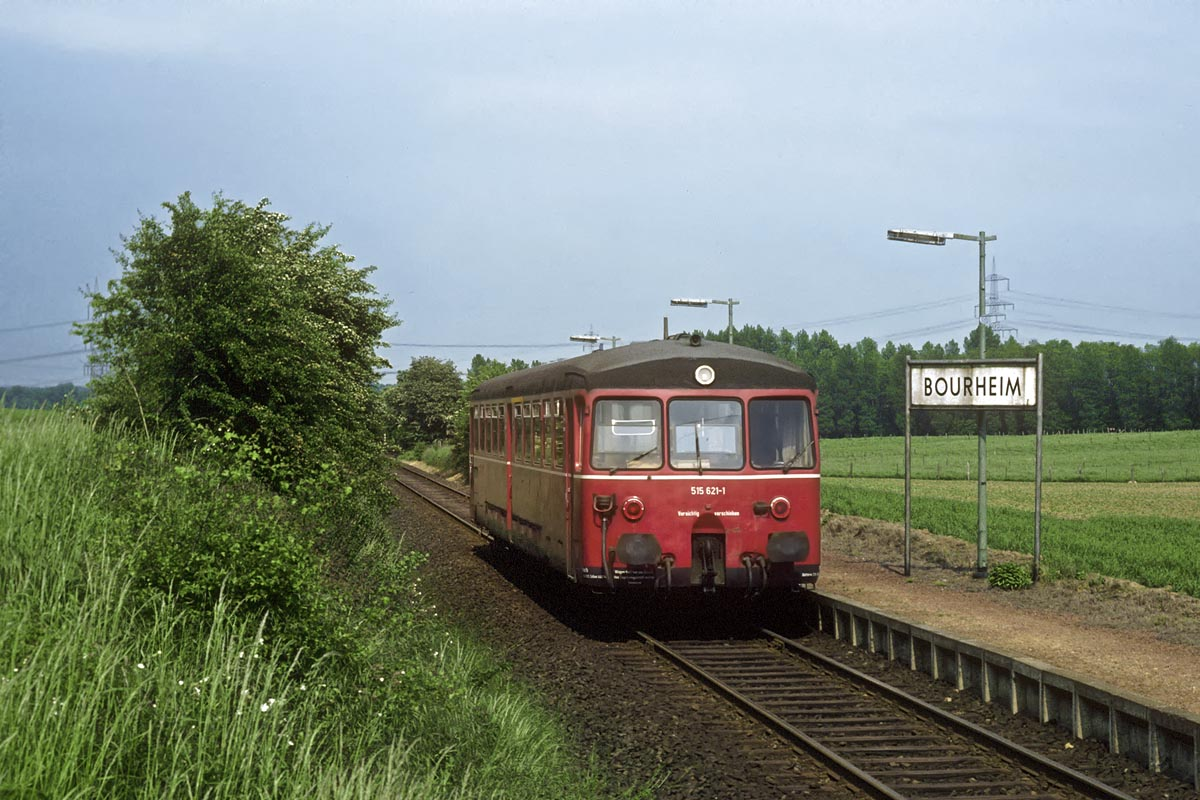
Triebwagen Aachen Nord – Jülich in Bourheim (27. Mai 1980)

Dieser Haltepunkt wurde im Jahr 1954 in sehr einfacher Bauweise bei Streckenkilometer 23,1 eingerichtet, es gab keinen Unterstand. Der Haltepunkt lag an der Kreuzung der Sankt-Mauri-Straße mit dem heutigen Bahntrassenradweg, etwa 300 m nordwestlich vom Dorfrand Bourheims entfernt, und erstreckte sich in östliche Richtung. Das Gelände des Haltepunkts ist inzwischen verwildert, der Bahnsteig existiert jedoch immer noch. In Fahrtrichtung Jülich durften Züge bis zu einer Länge von 94 m halten, in Richtung Aachen bis 52 m.

### Haltepunkt Aldenhoven Ost
In Aldenhoven gab es neben dem eigentlichen Bahnhof im Westen des Ortes auch einen Haltepunkt Aldenhoven Ost (Streckenkilometer 20,6) an der Markfestestraße (ehemalige B 56), direkt nördlich von deren Kreuzung mit dem Urweg. Auch dieser Haltepunkt wurde 1954 eröffnet. Der circa 50 m lange Bahnsteig ohne Wartehäuschen erstreckte sich vom Bahnübergang aus in östliche Richtung. Als Bahnsteigkante dienten Holzschwellen.

### Bahnhof Aldenhoven

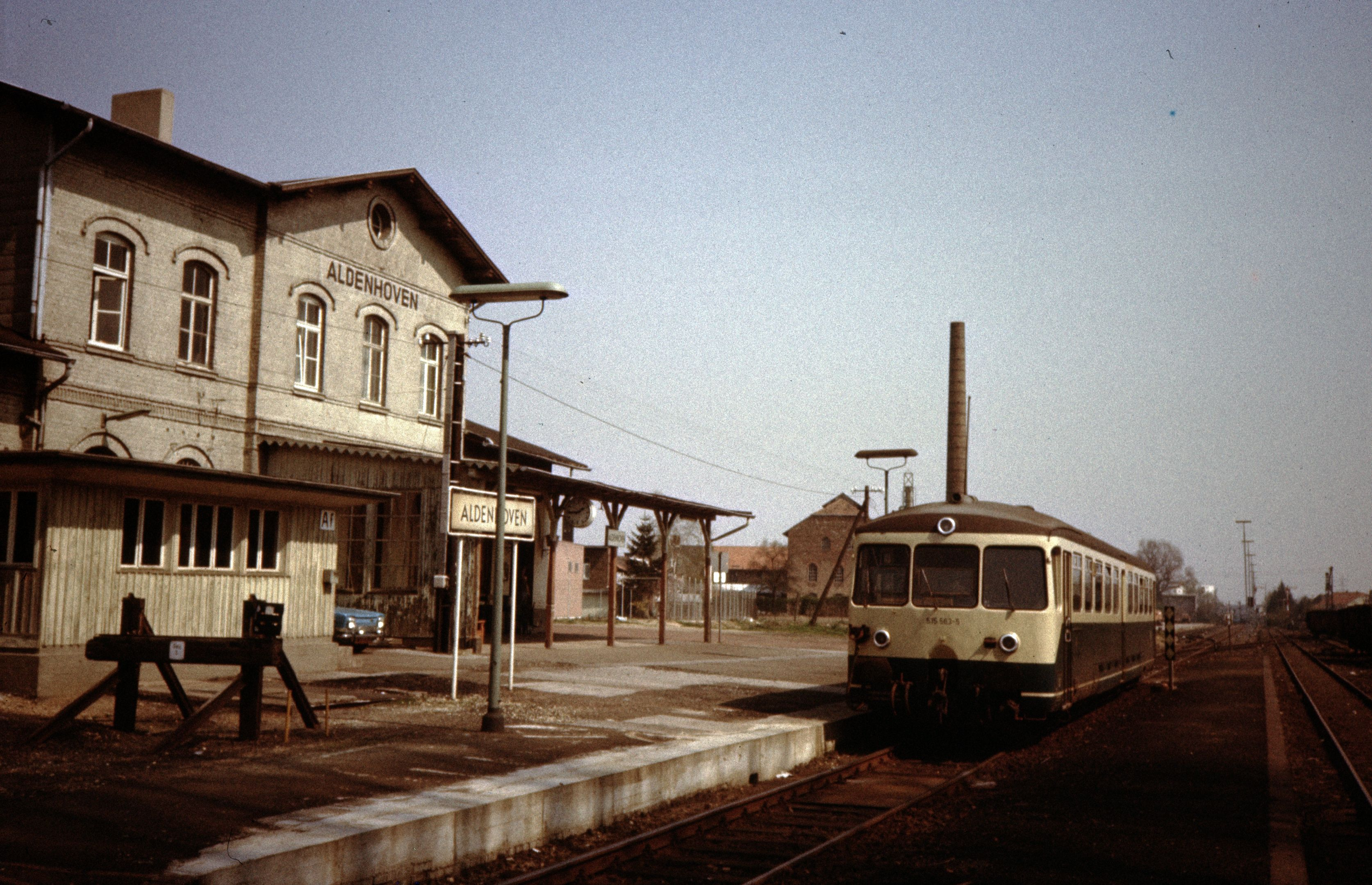
Bahnhof Aldenhoven mit einem Personenzug von Jülich nach Aachen Nord (Frühjahr 1980), ganz rechts Güterwagen für die Firma Sieger

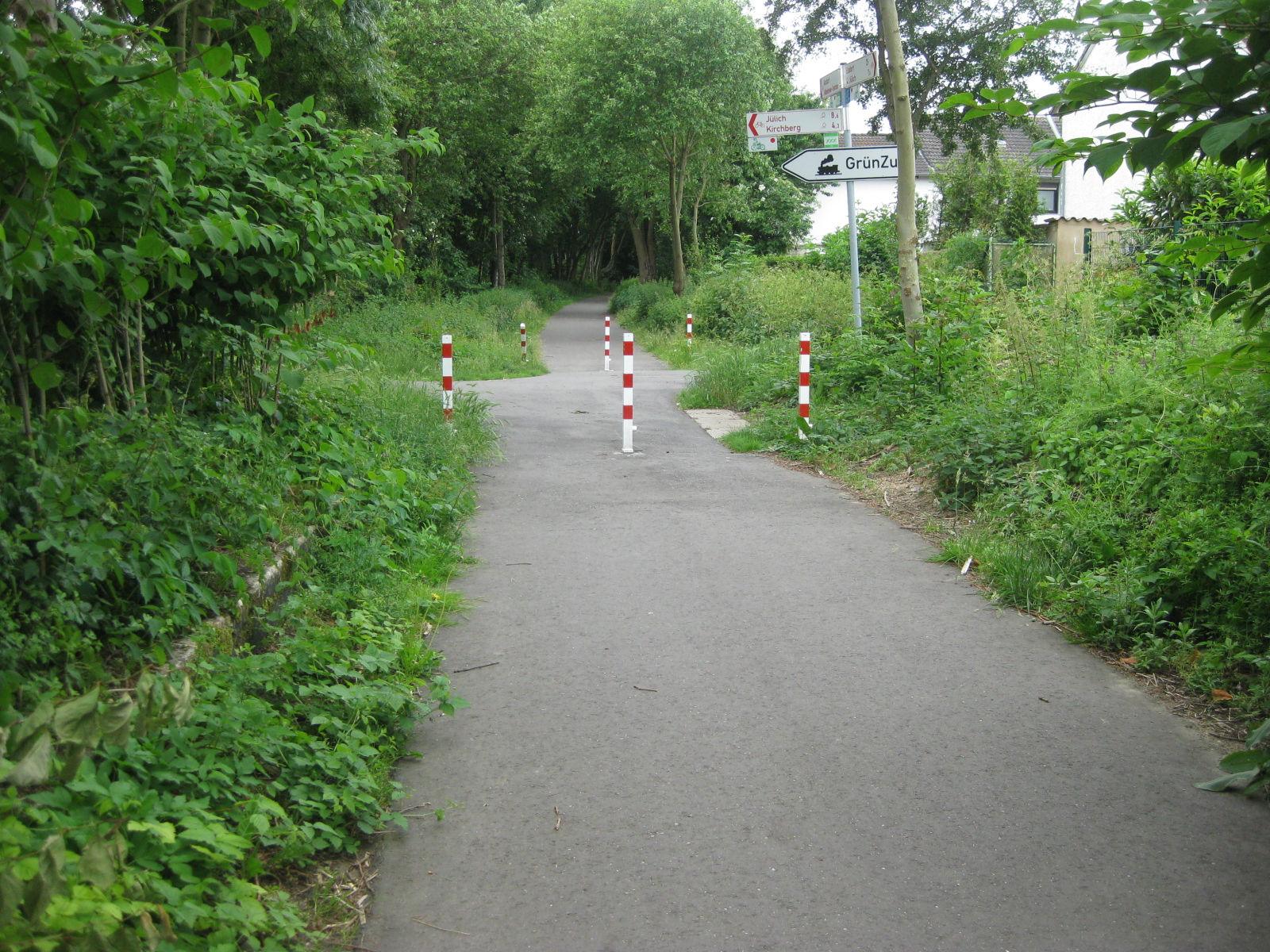
Bahnsteigreste in Aldenhoven (vorne links) an der ehemaligen, heute als Bahntrassenradweg genutzt (2010)

Die Gemeinde Aldenhoven hatte bei Streckenkilometer 19,56 einen mehrgleisigen Bahnhof mit Empfangsgebäude, auf dessen Grundstück heute die Feuerwache steht. Im Gegensatz zu den Bahnhöfen Hoengen und Schleiden war jedoch mit der Eisenhandlung Sieger auch in den letzten Betriebsjahren noch ein regelmäßiger Güterkunde vorhanden. Der Bahnhof besaß ein Stellwerk „Af“ (Aldenhoven Fahrdienstleiter) sowie zwei Gleise, die jeweils über eine Bahnsteigkante und eigene Ausfahrsignale verfügten, so dass hier Begegnungen (Kreuzungen) von Personenzügen möglich waren. Darüber hinaus gab es für den Güterverkehr noch je ein Gleis mit Ladestraße, ein kurzes Stumpfgleis für Stückgutwagen direkt vorm Empfangsgebäude sowie ein Gleis zur Firma Sieger, welche eine eigene kleine Rangierlok besaß. Der Bahnhof konnte Güterzüge von über 350 m Länge aufnehmen. 1985 wurde das Empfangsgebäude abgerissen. Man kann an der Stelle heute noch eine stark überwucherte Bahnsteigkante erkennen.

### Haltepunkt Niedermerz
Dieser Haltepunkt Niedermerz lag am Streckenkilometer 18,5 und hatte ein kleines Steinhäuschen als Witterungsschutz. Aufgrund der Demontage der Strecke 1985, ist heute nichts mehr davon zu sehen. Der Haltepunkt lag an der Kreuzung einer kleinen Straße, die von der L 136 nach Niedermerz führt. Heute ist dort eine Bushaltestelle.

### Bahnhof Schleiden
Der Bahnhof Schleiden war ein kleiner Durchgangsbahnhof am Kilometerpunkt 17,1 mit zwei Umfahrgleisen ohne großes Güteraufkommen für einen nahegelegenen Landhandel. Er hatte ein Empfangsgebäude, das nach der Stilllegung umgebaut wurde und sich heute in Privatbesitz befindet.

### Bahnhof Hoengen Ost

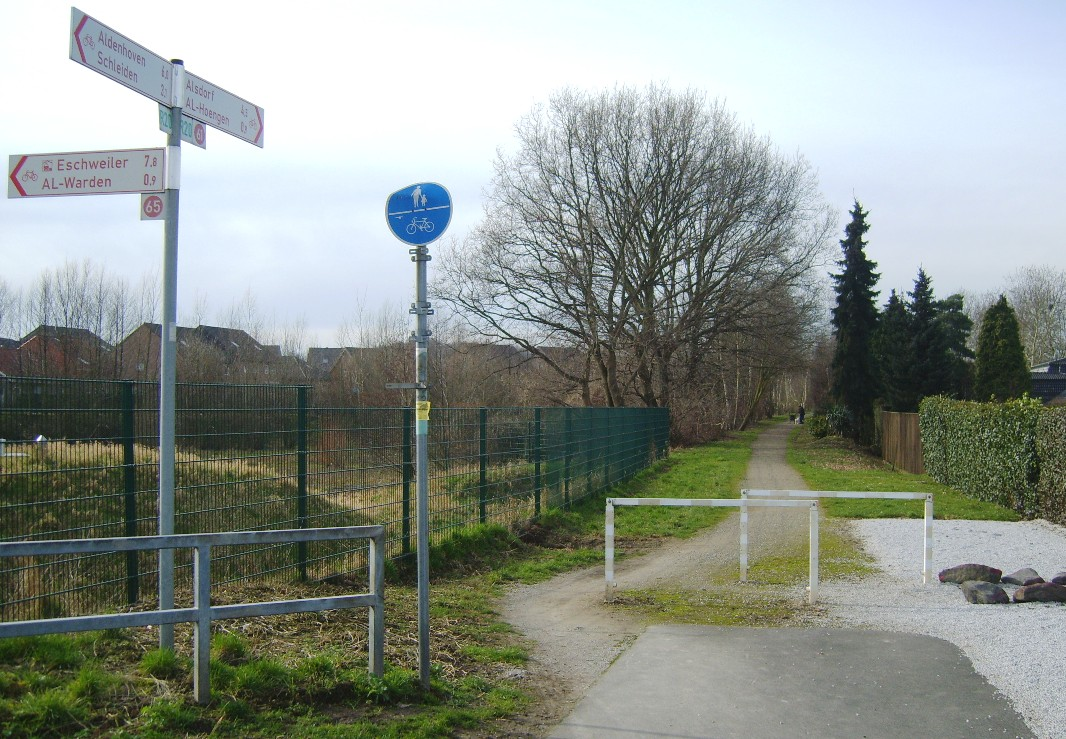
Trasse an der Goethestraße am Bahnhof Hoengen (2007)

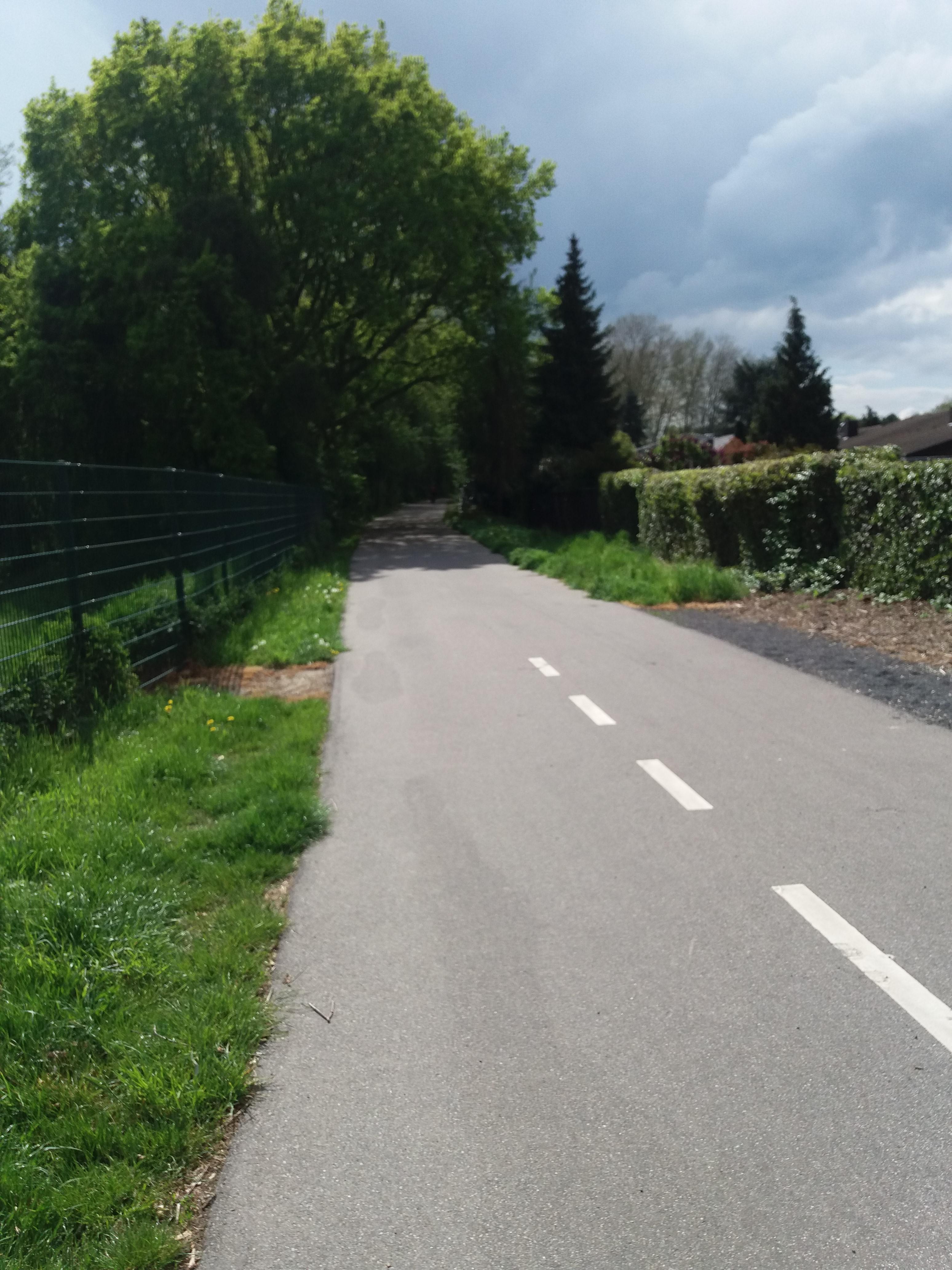
Trasse an der Goethestraße (2021)

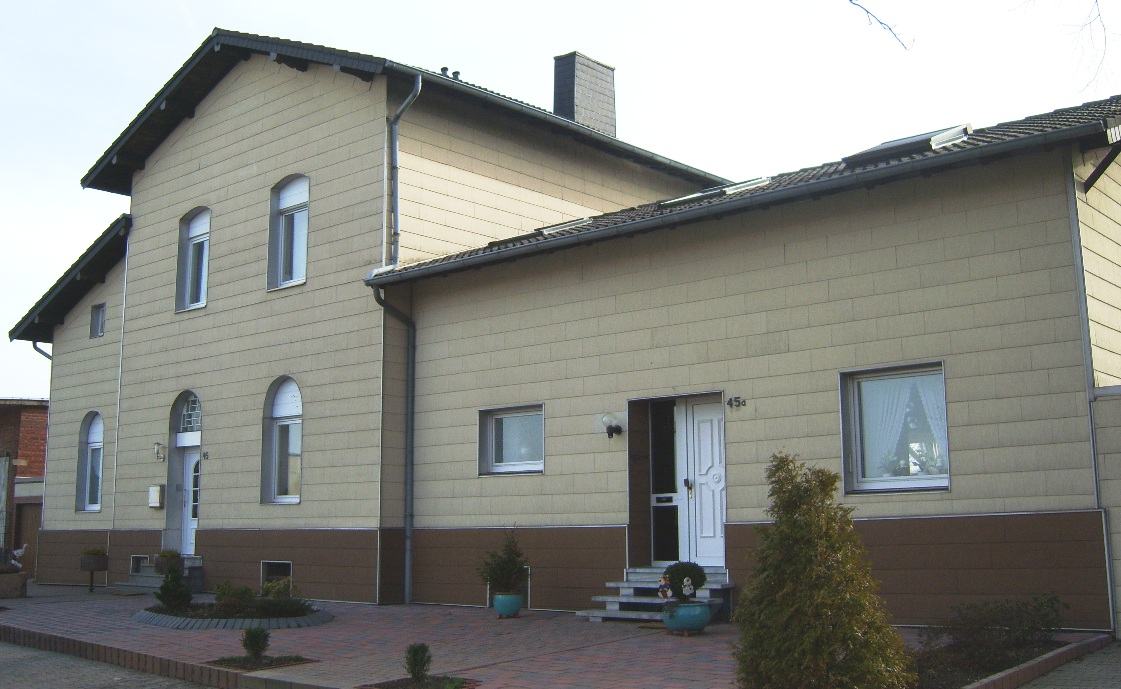
Bahnhof Hoengen Ost 2007

Der Bahnhof Hoengen bildete zwar während der ersten sieben Jahre der Strecke deren Endpunkt und hieß im 19. Jahrhundert Warden (Fahrplan 1892, Strecke 163, km 14,2), war aber zumindest in den letzten Jahrzehnten seines Bestehens nur ein kleiner Bahnhof mit einem Empfangsgebäude aus der Entstehungszeit der Strecke, das heute privat genutzt wird. Personenzüge fuhren hier laut Kursbuch-Fahrplänen von Mai 1953 bis September 1954 sowie ab September 1964 ohne Halt durch, sie hielten stattdessen westlich der Einfahrweichen im 500 m entfernten neuen Haltepunkt Hoengen. Der Bahnhof Hoengen Ost lag am Streckenkilometer 14,2 an der Goethestraße gegenüber der Thomas-Mann-Straße.

### Haltepunkt Hoengen

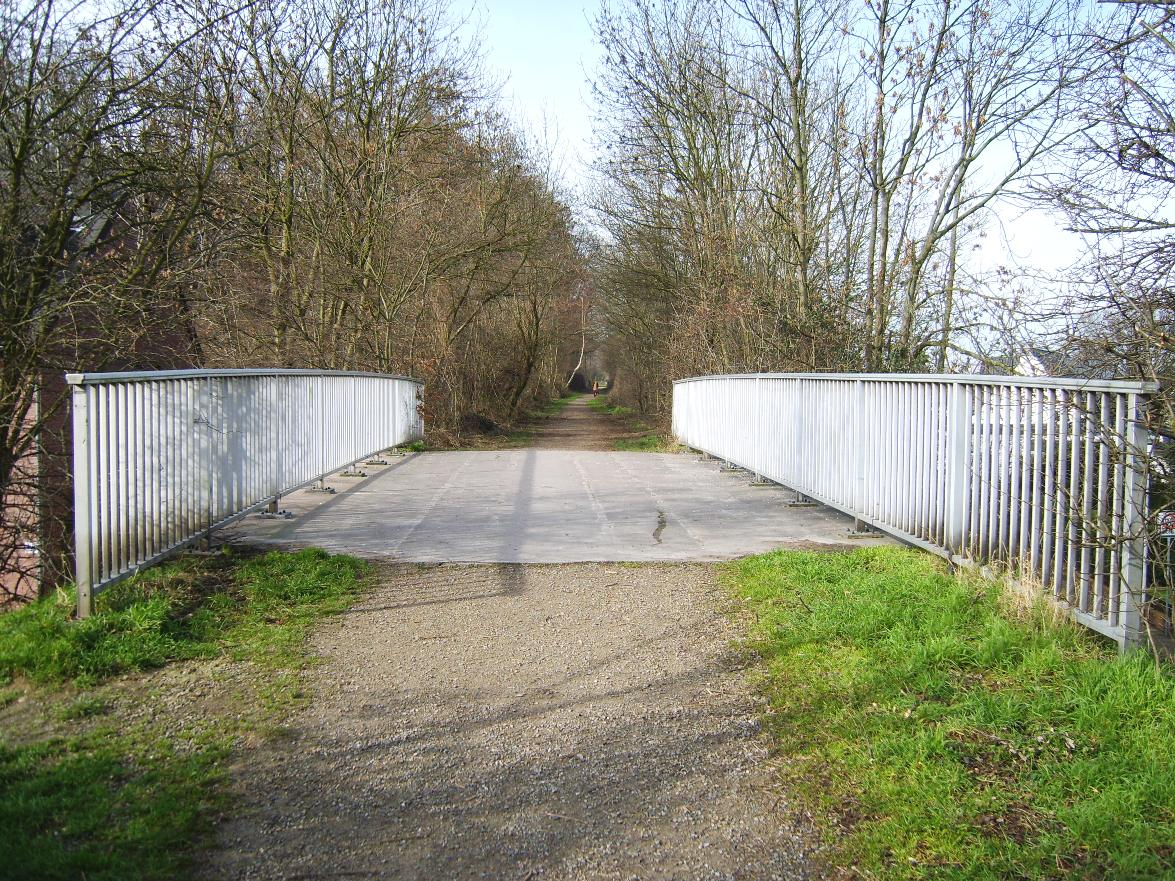
Ehemalige Eisenbahnbrücke zwischen Hoengen und Mariadorf (2007)

Dieser Haltepunkt übernahm im Mai 1953 den Personenverkehr vom alten Bahnhof Hoengen Ost und war von da an durchgehend bis 1980 in Betrieb. Er lag an der Kreuzung Jülicher Straße mit Am Müschekamp/Weißstraße beim Streckenkilometer 13,7. Vor der Stilllegung und Demontage hatte der Haltepunkt einen Seitenbahnsteig und ein Wartehäuschen. Das Wartehäuschen wurde schon kurz vor der Stilllegung entfernt. Heute erinnert nichts mehr an den Haltepunkt von einst.

### Bahnhof Mariagrube

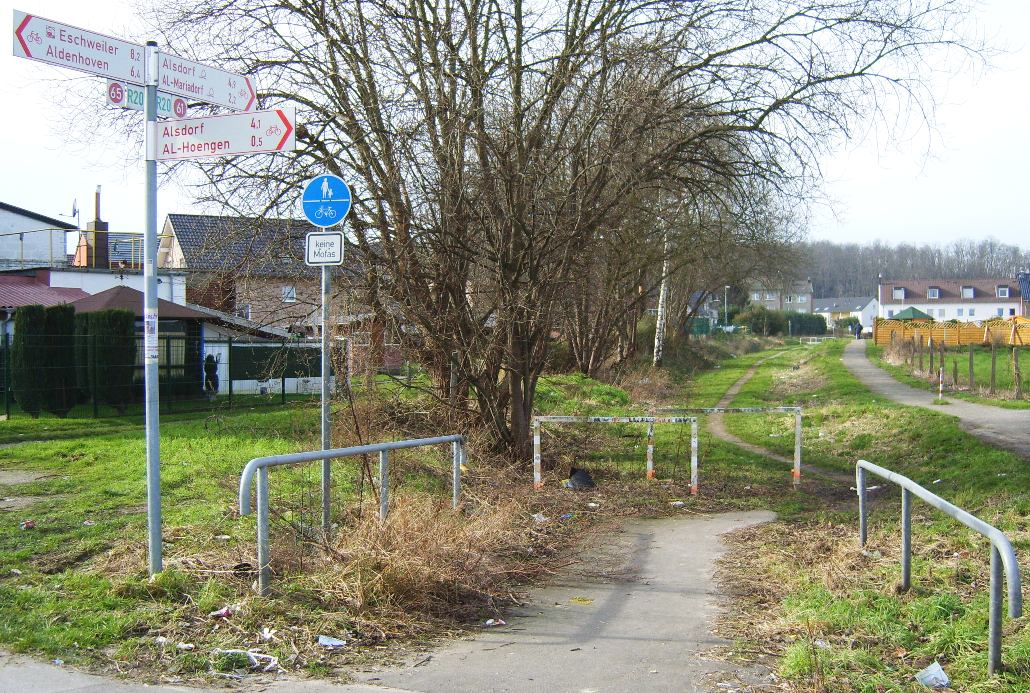
Trasse bei Mariadorf (2007)

Nördlich des Ortes Mariadorf am Bahnhof Mariagrube kreuzen sich die beiden Bahnstrecken Herzogenrath–Alsdorf–Stolberg mit dieser Strecke höhenfrei am Kilometerpunkt 11,93. Ferner war am Bahnhof die Stichstrecke zur Grube Emil Mayrisch in Siersdorf angeschlossen, ebenso wie die zwei verschiedenen Verbindungskurven zur Strecke Herzogenrath – Stolberg. Weiterhin war im Bahnhof die Mariadorfer Grube Maria angeschlossen. Für die Grube war ein großer Rangier- und Verladebahnhof beheimatet.
Um Verwechslungen mit dem ersten Bahnhof des Ortes Mariadorf zu vermeiden, wurde der im Kreuzungsbereich der Strecken eingerichtete zweite Bahnhof nach der Grube Maria Bahnhof Mariagrube genannt. Die Gebäude in der Nähe dieses Bahnhofes und die Zeche Maria Hauptschacht gehörten immer zu Mariadorf, waren aber durch eine Bahnlinie vom Dorf getrennt. Damit bestand für die Bergleute endlich eine nahegelegene Haltestelle zur Grube Maria. Bis zur Eröffnung des Haltepunktes mussten sie den mehrere hundert Meter langen Weg vom Bahnhof Mariadorf bis zur Grube in Kauf nehmen. Von US-amerikanischen Soldaten im Zweiten Weltkrieg wurde diese Gegend deshalb als eigene Ortschaft Mariagrube wahrgenommen. Im Dezember 2011 wurde der obere Teil des Turmbahnhofs für die Euregiobahn reaktiviert. Im 19. Jahrhundert wurde dieser Bahnhof mit seiner Kilometerlage 11,9 als Höngen bezeichnet (Fahrplan 1892, Strecke 163).

### Haltepunkt Alsdorf-Ofden
Der Haltepunkt Alsdorf-Ofden wurde am Streckenkilometer 9,9 etwa im Jahr 1953 errichtet. Er existiert heute nicht mehr.

### Bahnhof Euchen
Dieser Bahnhof war nur ein kleiner Durchgangsbahnhof am Streckenkilometer 8,3 für den Landhandel. Eine Ausnahme bildete die Zeit ab dem 10. Dezember 1897, als von Euchen aus eine Stichstrecke zu Grube Gemeinschaft in Duffesheide bestand. Zu dieser Zeit wurden die Gütertransporte der Grube über den Bahnhof Euchen abgewickelt. Diese Transporte wurden nur kurzfristig durchgeführt, da in der Grube Gemeinschaft keine Kohle gefördert wurde. Das Empfangsgebäude des Bahnhofs steht heute noch und ist in Privatbesitz. Es steht am Westausgang des Orts Euchen an der Broicher Str. (L 223). Kurioserweise hat sich auf einem Landwirtschaftweg hinter dem Empfangsgebäude und dem Ortsausgang ein Bahnübergang in Form eines Gleises zum Bahnhof gehalten.

### Bahnhof Würselen
Der Bahnhof Würselen lag am km 5,8 und besaß früher ein Empfangsgebäude. Das ursprünglich große Empfangsgebäude des Kreuzungsbahnhofes Würselen wurde im Zweiten Weltkrieg zerstört und 1952 durch einen kleineren Neubau ersetzt. Das Gebäude ist heute noch erhalten und wird als Kino und Kinderhort genutzt.
Im Bahnhof Würselen kreuzte früher die Bahnstrecke Kohlscheid–Stolberg der Aachener Industriebahn. Diese Strecke Stolberg – Morsbach diente ursprünglich zum Anschluss der Zechen Teut und Gouley, und wurde später bis Kohlscheid verlängert. Demzufolge waren die Gleisanlagen sehr umfangreich. Würselen hatte neben einem Empfangsgebäude zwischen 1875 und 1950 ein Bahnbetriebswerk und zwei Stellwerke.
Nach dem Abriss der Bahnanlagen in den 1980er und 1990er Jahren wurde das Bahnhofsgelände mit einer Umgehungsstraße, der K30 (Willy-Brandt-Ring) überbaut. Auf dem ehemaligen Gelände des Bahnbetriebswerks steht heute das Freizeitbad Aquana.

### Haltepunkt Würselen Mitte
Der Haltepunkt Würselen Mitte lag im Bereich Markt/Kaiserstraße beim Streckenkilometer 5,0 und existiert heute nicht mehr. Er besaß ein Wartehäuschen. An dieser Stelle befinden sich heute Parkbuchten.

### Haltepunkt Kaisersruh
Bei Streckenkilometer 3,74 lag der Haltepunkt Kaisersruh, etwa 800 Meter nordwestlich des Gutes Kaisersruh. Er wurde schon zum 30. September 1973 außer Betrieb genommen. An der Stelle befindet sich heute eine Schutzhütte.

### Bahnhof Haaren (bei Aachen)
Dieser ehemalige Bahnhof Haaren (bei Aachen) am Streckenkilometer 1,6 war Abzweigbahnhof der Verbindungsstrecke zum Bahnhof Aachen-Rothe Erde. Die Strecke Aachen Nord–Jülich streifte ihn lediglich im Bereich des zum Bahnhof gehörigen Gleisdreiecks, über das in beide Richtungen auf die Verbindungsstrecke gewechselt werden konnte.

### Bahnhof Aachen Nord

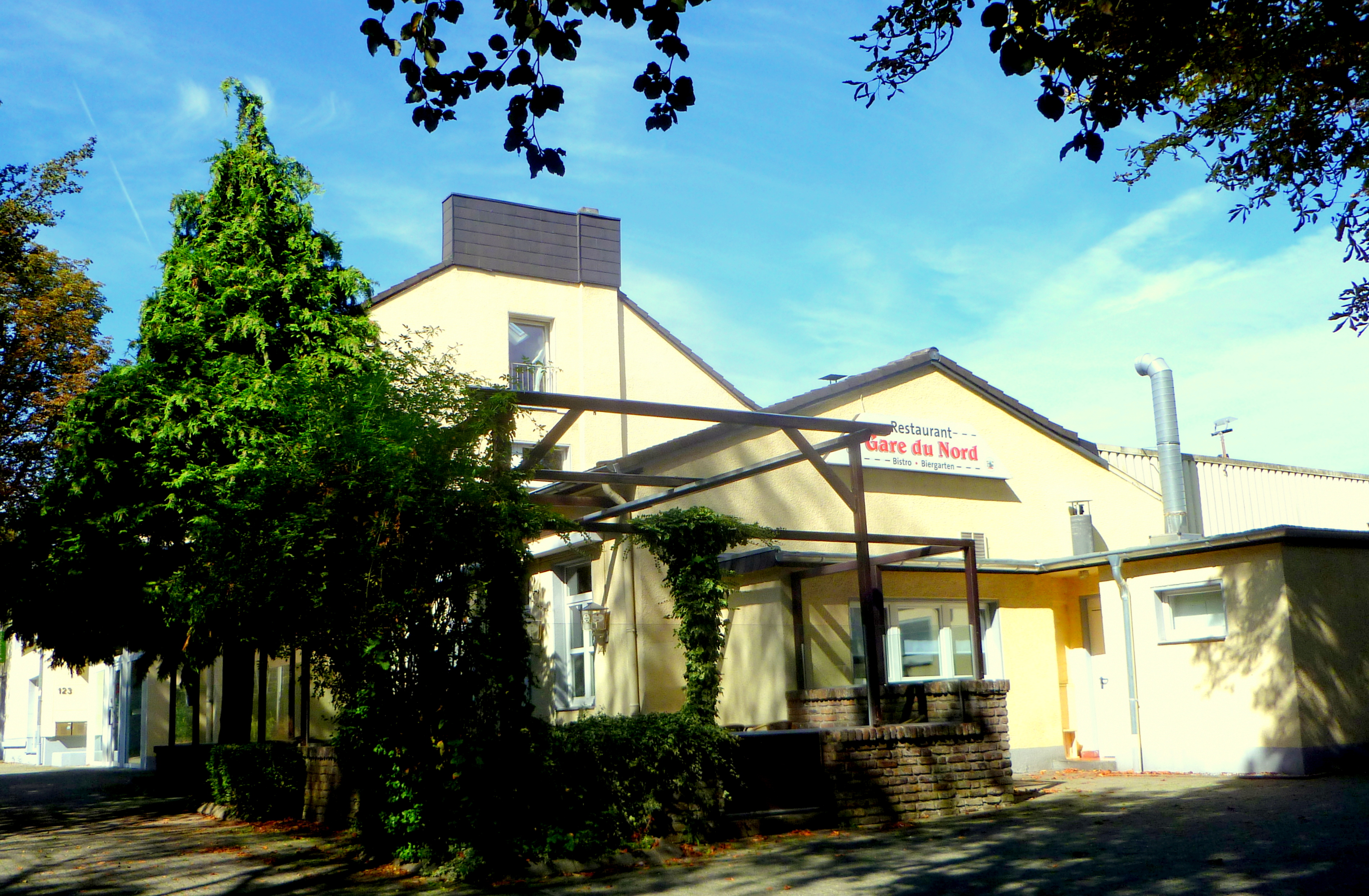
Ehem. Empfangsgebäude Nordbahnhof, 2018

Der Bahnhof Aachen Nord wurde 1875 von der Aachener Industriebahn und auf Initiative der Vereinigungsgesellschaft für Steinkohlenbau im Wurmrevier für das neu erschlossene Industriegebiet Aachen-Nord für den Personal- und Materialtransport errichtet. Er war ein Kopfbahnhof mit drei Gleisen, davon zwei für den Personenverkehr und eines, dem ein Güterbahnhof mit Gleisanschluss für die dortige Waggonfabrik Talbot vorgelagert war.
Am 30. Mai 1980 wurde der Bahnhofsbetrieb eingestellt, die Bahnsteigüberdachungen abgerissen, die Gleise im Bereich des Personenbahnhofes entfernt sowie das Areal mit einer Mauer umfriedet und für die Öffentlichkeit gesperrt. Das vormalige Empfangsgebäude selbst dient seitdem als Getränkemarkt und Gaststätte. Lediglich der Güterbahnhof und das Industriegleis zum Bahnhof Rothe Erde wird weiterhin von der „Talbot Services GmbH“, der Nachfolgeorganisation der Waggonfabrik, genutzt.

## Heutiger Zustand
Die Strecke ist mittlerweile bis auf drei kurze Abschnitte abgebaut. Bei den verbliebenen Abschnitten handelt es sich um
- Jülich – Abzw. Rübenstraße (Verschwenkung auf Jülicher Kreisbahn)
- Mariagrube – Siersdorf
- Aachen Nord – Haaren

Von diesen drei Abschnitten wird jedoch nur noch der Abschnitt von Aachen Nord nach Haaren und weiter über die Verbindungsstrecke nach Rothe Erde regelmäßig – zur Bedienung des Gleisanschlusses der Waggonfabrik Talbot – befahren.
Die Trasse ist teilweise heute noch zu erkennen, beispielsweise anhand des Radwegs Feldstraße – Marienstraße – Pützdrieschstraße – Wirthstraße – Jülicher Straße – Am Müschekamp zwischen Mariadorf und Hoengen in Alsdorf. Zwischen Alsdorf und Jülich wurde die Trasse zum Radweg ausgebaut.

## Zukunft

Fahrradbahntrasse Aachen-Jülich (2021)

Seit 2014 wurde damit begonnen die stillgelegte Trasse für einen Bahntrassenradweg zu verwenden. Der Ausbau von Aachen bis Jülich wird durch die Städteregion Aachen und dem Kreis Düren finanziert. In Alsdorf-Mariadorf wird der Ausbau des Radweges im Bereich des ehemaligen Bahnhof Mariagrube gemeinsam mit dem Ausbau der euregiobahn ausgeführt.
Ende der 1990er Jahre war eine teilweise Reaktivierung der Strecke im Zuge des euregiobahn-Konzepts im Planung. Dieses sah vor, dass die Züge von der Ringbahn bei Merzbrück auf die dann wieder aufgebaute Bahnstrecke Stolberg–Kohlscheid fahren und kurz vor dem ehemaligen Würselener Bahnhof auf die Trasse der Strecke nach Aachen Nord wechseln werden. Von Aachen Nord sollte die euregiobahn schließlich als Diesel-Straßenbahn nach den Regeln der BOStrab bis zum Aachener Bushof weiterfahren.
Da es in Würselen jedoch Proteste aus der Bevölkerung gab, die teilweise die Lärmbelastung fürchtet, und die Geldmittel für den öffentlichen Personennahverkehr in den Jahren seit Beginn der Planungen gekürzt wurden, kam es immer wieder zu Verzögerungen beim Ausbau der euregiobahn und ist es immer noch sehr fraglich, ob diese Pläne realisiert werden.
Als Alternative wird derzeit die Einrichtung einer regionalen Straßenbahnlinie von Aachen nach Würselen und von dort nach Alsdorf und Baesweiler sowie nach Merzbrück geprüft (Regio-Tram), die auf Aachener Stadtgebiet zwischen dem ehemaligen Nordbf. und der Bundesstraße 57 in Würselen die Trasse der ehemaligen Bahnstrecke Nordbf.-Jülich nutzen würde. Diese Trasse wurde jedoch in den letzten Jahren zum Radschnellweg umgebaut.